# Bill Clinton
William Jefferson Clinton, nato William Jefferson Blythe III, detto Bill (Hope, 19 agosto 1946), è un politico statunitense, 42º presidente degli Stati Uniti d'America dal 1993 al 2001. Clinton è membro del Partito Democratico ed in precedenza ha ricoperto la carica di 40º e 42º governatore dell'Arkansas per sei mandati dal 1979 all'1981 e successivamente dal 1983 al 1992, dimettendosi a dicembre 1992, a poche settimane dalla fine naturale del sesto mandato, per prepararsi ad assumere l'incarico presidenziale. Ancor prima, Clinton ha servito come 50º procuratore generale dell'Arkansas dal 1977 al 1979. Con i suoi 46 anni al momento dell'elezione, è stato il terzo presidente più giovane di sempre, e il primo a diventare presidente a meno di 50 anni sin da John Fitzgerald Kennedy. Il suo mandato è iniziato alla fine della guerra fredda, ed è stato il primo presidente della generazione dei baby boomer. Clinton è stato descritto come un "New Democrat" (Nuovo democratico) e le sue scelte politiche hanno seguito la cosiddetta "Third Way" (Terza via) di centro, che concilia le tradizionali posizioni liberali sull'economia con una politica sociale progressista.
Nato e cresciuto in Arkansas, ha frequentato la Georgetown University, dove ottenne una borsa di studio per frequentare l'Università di Oxford. Durante il periodo universitario divenne leader studentesco e coltivò la sua passione per la musica. Sposato con Hillary D. Rodham, senatrice dal 2001 al 2009 e segretario di Stato dal 2009 al 2013, entrambi i Clinton hanno ottenuto la laurea in legge dall'Università di Yale, dove si sono conosciuti e hanno iniziato a frequentarsi. Quando era governatore dell'Arkansas ha riformato il sistema scolastico statale ed è stato presidente della National Governors Association (Associazione Nazionale Governatori).
Eletto presidente nelle presidenziali del 1992, sconfiggendo l'uscente George H. W. Bush,, durante il suo mandato gli Stati Uniti hanno vissuto uno dei più lunghi periodi di pace e prosperità economica di sempre. Tra i suoi provvedimenti più importanti bisogna ricordare il North American Free Trade Agreement e la controversa politica Don't ask, don't tell che doveva rappresentare un passo intermedio verso la piena integrazione dei militari omosessuali.
Dopo un tentativo fallito di riforma del sistema sanitario, nel 1994 il Partito Repubblicano ottenne il controllo del Congresso per la prima volta dopo 40 anni. Due anni dopo, Clinton venne eletto per un secondo mandato, durante il quale riuscì a far passare una riforma del welfare e lo State Children's Health Insurance Program, che ha fornito assistenza sanitaria a milioni di bambini. Nel 1998 venne sottoposto ad impeachment per falsa testimonianza e ostruzione della giustizia dopo lo scandalo Lewinsky, ma venne assolto dal Senato. Negli ultimi tre anni del suo mandato, il bilancio federale ha avuto un avanzo primario positivo.
Clinton ha lasciato la carica con il più alto indice di gradimento mai ottenuto da un presidente dopo la seconda guerra mondiale. Da quel momento, è stato impegnato in discorsi pubblici e programmi umanitari. In accordo con la sua vocazione filantropica, Clinton ha creato la William J. Clinton Foundation con lo scopo di sensibilizzare la popolazione su questioni d'interesse mondiale come la prevenzione dell'AIDS e il riscaldamento globale. Nel 2004 ha pubblicato la sua autobiografia My Life (edita in Italia con lo stesso titolo).
È rimasto attivo in politica facendo campagna elettorale per i candidati democratici, in particolare per la moglie nel 2008 e nel 2016 e per Barack Obama nel 2008 e nel 2012. Nel 2009 è stato nominato Inviato speciale delle Nazioni Unite per Haiti, e dopo il terremoto del 2010 ha formato, insieme al suo successore George W. Bush il Clinton Bush Haiti Fund (Fondo Clinton-Bush per Haiti). Anche dopo aver lasciato la carica continua a godere di un elevato consenso.

## Biografia

### Gioventù
Bill Clinton nacque come William Jefferson Blythe III, al Julia Chester Hospital presso Hope in Arkansas. Il padre, William Jefferson Blythe, Jr. (1918-1946), che lavorava come venditore ambulante, morì in un incidente automobilistico tre mesi prima della nascita di Bill. La madre, Virginia Dell Cassidy (1923-1994), subito dopo la nascita del figlio si trasferì a New Orleans per studiare infermieristica. Lasciò Bill a Hope con i nonni James Eldridge e Edith Grisham Cassidy, che possedevano un negozio di alimentari. In un periodo in cui nel Sud degli Stati Uniti vigeva la segregazione razziale, i nonni di Bill vendevano a credito a persone di tutte le razze. Nel 1950, la madre di Bill ritornò dalla scuola d'infermeria e sposò Roger Clinton Sr., che possedeva una concessionaria automobilistica a Hot Springs, Arkansas insieme al fratello. La famiglia si trasferì a Hot Springs nel 1950.

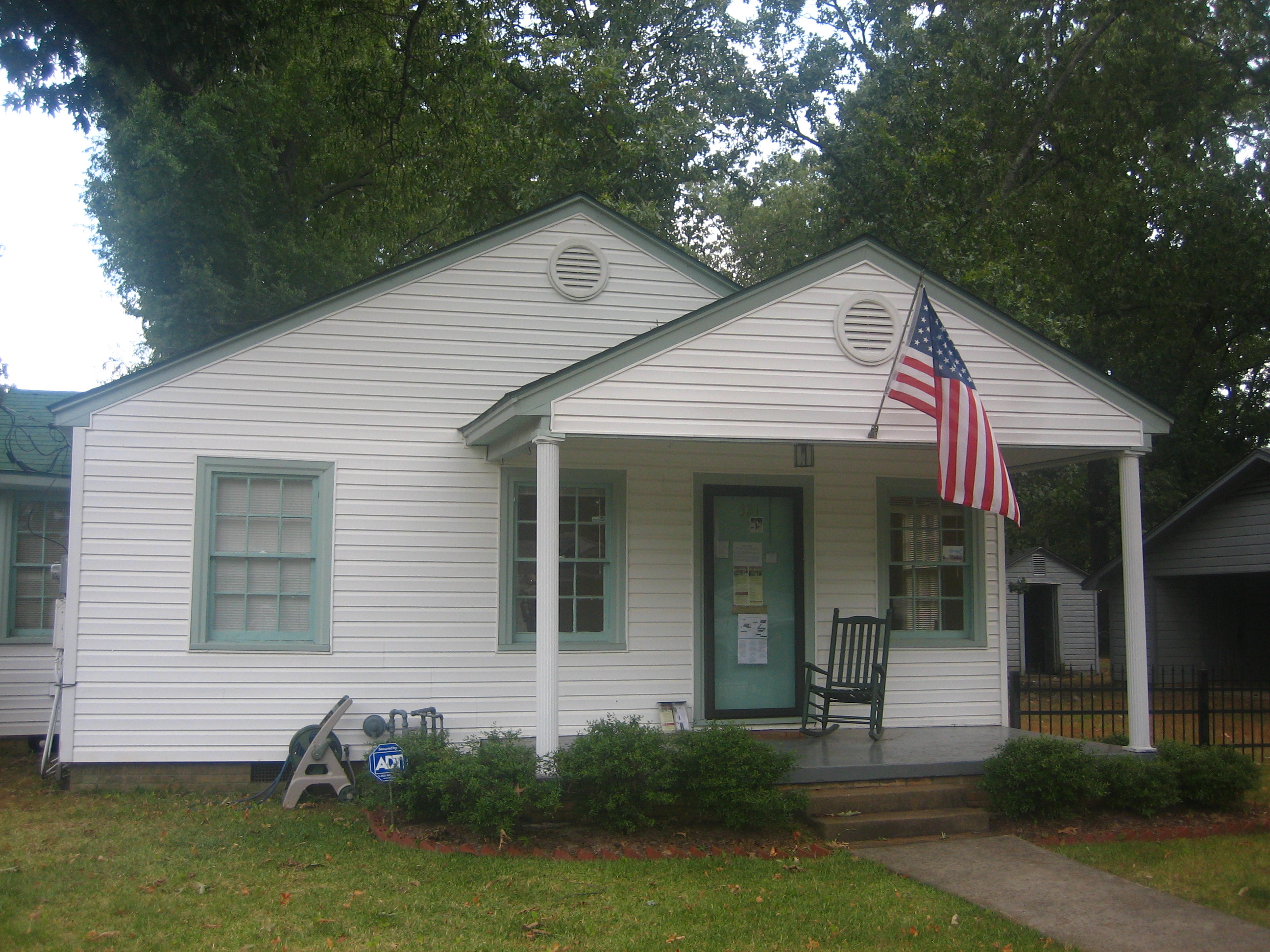
La casa di Clinton a Hope (Arkansas)

Sebbene abbia utilizzato sin da bambino il cognome del patrigno, fu solo all'età di quindici anni che Billy (com'era noto allora) lo adottò formalmente. Clinton ricorda che il suo patrigno giocava d'azzardo ed era alcolizzato; ricorda anche che abusava regolarmente di sua madre e del suo fratellastro, Roger Clinton Jr., al punto che dovette intervenire molte volte per proteggerli.
A Hot Springs, Bill frequentò le elementari presso la St. John's Catholic Elementary School e la Ramble Elementary School, e il liceo presso la Hot Springs High School, dove divenne leader studentesco, avido lettore di libri e musicista. Era membro del coro e suonava il sassofono tenore, per cui ottenne il ruolo di primo sassofonista nella band statale. Considerò anche la possibilità di una carriera musicale, ma come nota egli stesso nella sua autobiografia My Life:
Clinton ha nominato due avvenimenti fondamentali nella sua vita che hanno contribuito alla decisione di diventare un personaggio pubblico, entrambi accaduti nel 1963. Il primo è stata la visita alla Casa bianca come senatore liceale della Boys Nation per incontrare il Presidente John Fitzgerald Kennedy. L'altro avvenimento fu l'ascolto del discorso di Martin Luther King "I have a dream", da cui rimase tanto impressionato che poi lo imparò a memoria.

### Anni universitari

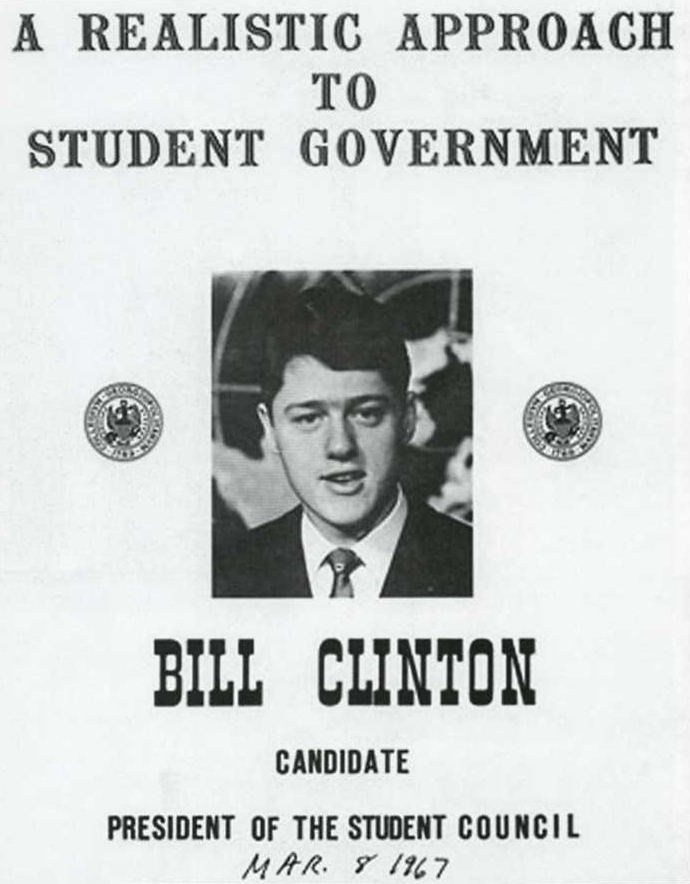
Clinton si candidò come presidente del consiglio studentesco mentre frequentava la Georgetown University.

Con l'aiuto di borse di studio, Clinton frequentò la Edmund A. Walsh School of Foreign Service presso la Georgetown University a Washington ottenendo nel 1968 la laurea in diplomazia (Bachelor of Science in Foreign Service). Passò l'estate del 1967 come tirocinante presso il senatore dell'Arkansas J. William Fulbright. Durante il college, divenne confratello della confraternita studentesca Alpha Phi Omega e fu eletto membro della Phi Beta Kappa. Si associò anche all'Ordine di DeMolay, un gruppo giovanile affiliato alla massoneria, ma non divenne mai un massone. È tuttora membro della confraternita Kappa Kappa Psi.
Dopo la laurea, vinse una prestigiosa borsa di studio (la Rhodes Scholarship) per l'Università di Oxford dove ha studiato filosofia, politica ed economia (PPE). Non ottenne la laurea perché si trasferì all'Università di Yale prima della fine del corso. Giocando a Oxford sviluppò un notevole interesse per il rugby e tornato in America continuò a giocare al Little Rock Rugby club in Arkansas. Ad Oxford partecipò alle proteste contro la guerra del Vietnam, e nell'ottobre del 1969 organizzò egli stesso un evento di protesta.
Gli oppositori politici di Clinton lo accusano di aver sfruttato l'influenza politica di un senatore, che lo ha assunto come assistente, per evitare l'arruolamento. Il Colonnello Eugene Holmes, un ufficiale dell'esercito coinvolto nel caso Clinton, durante la campagna presidenziale del 1992 rilasciò una dichiarazione autenticata: "Fui informato dai responsabili dell'arruolamento che era interesse del Senatore Fullbright che Bill Clinton fosse ammesso al programma di addestramento per ufficiali (ROTC)... Credo che mi abbiano di proposito ingannato e che volessero usare l'unione al ROTC come uno stratagemma per convincere i responsabili dell'arruolamento a ritardare l'investitura così da riuscire ad evitarlo tramite una nuova classificazione." Sebbene legali, le azioni di Clinton furono contestate dai conservatori e da alcuni veterani del Vietnam durante la sua campagna elettorale del 1992.
Dopo Oxford, Clinton frequentò la Yale Law School dell'Università di Yale, e ottenne la laurea in giurisprudenza nel 1973. Nel 1971 in una biblioteca della facoltà incontrò Hillary Rodham, anche lei studentessa di legge, un anno più avanti di lui. Iniziarono a frequentarsi, e dopo circa un mese, Clinton pospose i suoi piani per diventare coordinatore della campagna presidenziale di George McGovern per trasferirsi con lei in California. Si sposarono l'11 ottobre 1975 e la loro unica figlia, Chelsea Clinton, nacque il 27 febbraio 1980. Alla fine Clinton accettò un incarico di primo piano nella campagna presidenziale di McGovern e si trasferì in Texas insieme a Hillary. Passò parecchio tempo a Dallas, presso il quartier generale della campagna a Lemmon Avenue, dove aveva un ufficio personale. Qui lavorò insieme al futuro sindaco di Dallas Ron Kirk, alla futura Governatrice del Texas Ann Richards e all'allora sconosciuto regista Steven Spielberg.

### Carriera politica (1978–1992)

#### Governatore dell'Arkansas
Dopo essersi laureato a Yale, nel 1973 Clinton tornò in Arkansas e divenne professore di Legge all'Università dell'Arkansas. L'anno successivo si candidò per la Camera dei rappresentanti. L'allora rappresentante in carica nella circoscrizione, il repubblicano John Paul Hammerschmidt, sconfisse Clinton ottenendo il 52% dei voti contro i 48% dell'avversario. Due anni dopo, nel 1976, con poche opposizioni durante le primarie e nessuna opposizione di fatto nell'elezione generale, fu eletto attorney general per l'Arkansas. Clinton fu eletto governatore dell'Arkansas nel 1978, sconfiggendo il candidato repubblicano Lynn Lowe, agricoltore di Texarkana.

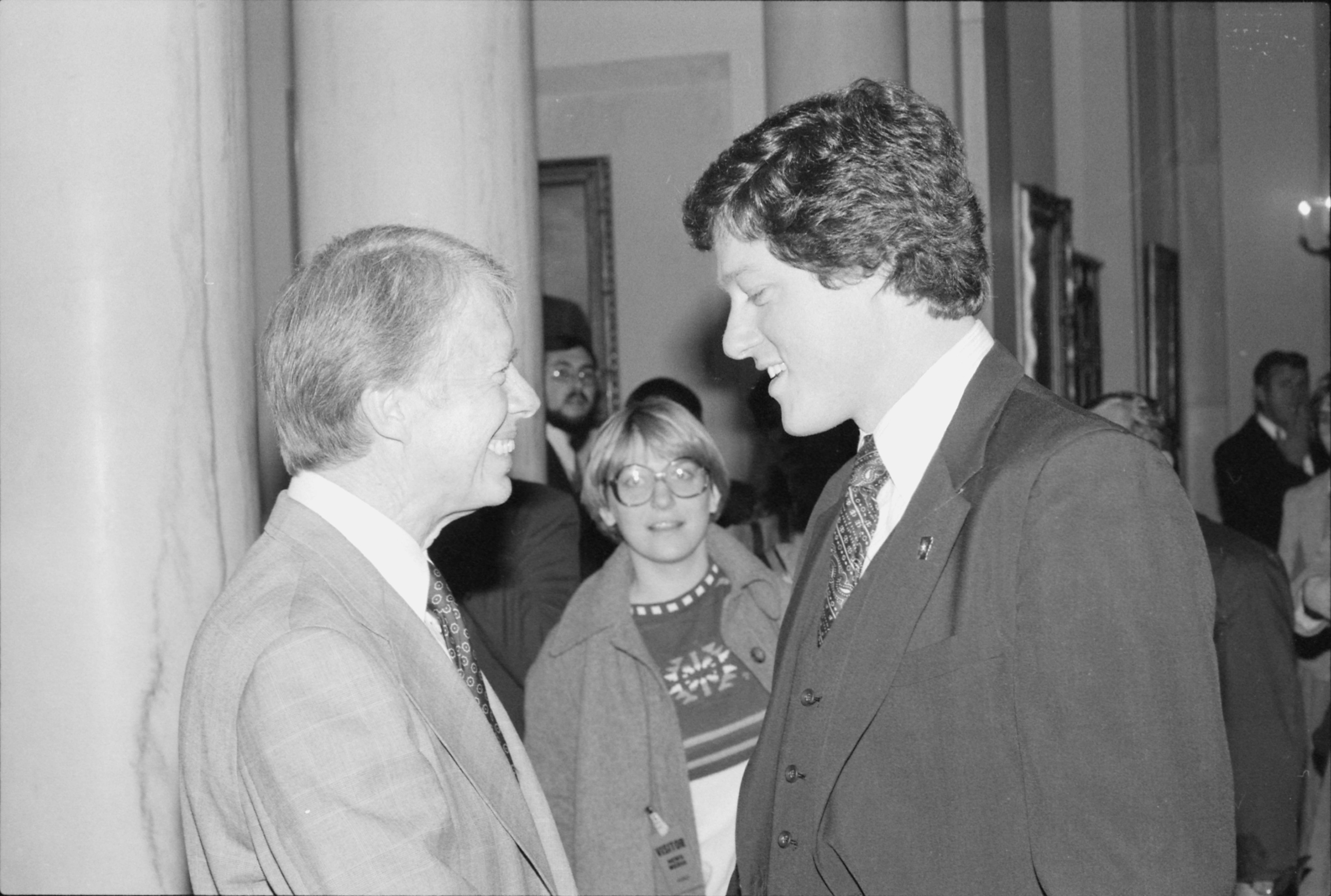
Clinton, come nuovo governatore dell'Arkansas incontra il presidente Jimmy Carter nel 1978

Al momento dell'elezione aveva 32 anni, e divenne perciò il più giovane governatore del paese. A causa della sua età, Clinton veniva spesso chiamato "Boy Governor" (governatore ragazzo). Lavorò sulla riforma del sistema educativo e sul miglioramento del sistema stradale, con la moglie Hillary che presiedeva una commissione sulle riforme del sistema sanitario urbano. Tuttavia, bisogna ricordare anche l'impopolare tassa sui veicoli a motore e la rabbia dei cittadini per la fuga del 1980 di rifugiati cubani detenuti a Fort Chaffee (vedi esodo di Mariel). Nelle primarie del 1980 sconfisse l'avversario Monroe Schwarzlose, che comunque ottenne il 31% dei voti. Ciò fu visto da alcuni come presagio della sconfitta di Clinton nelle elezioni di quell'anno, vinte dallo sfidante repubblicano Frank D. White. Come scherzò una volta lo stesso Clinton, era diventato il più giovane ex-governatore nella storia della nazione.
Dopo la sconfitta, Clinton si unì all'amico Bruce Lindsey nel suo studio legale di Little Rock. Nel 1982 venne nuovamente eletto governatore, e questa volta mantenne l'incarico per 10 anni. Continuò il lavoro di miglioramento del sistema scolastico e promosse riforme per trasformare l'economia dello stato. Divenne una figura di spicco tra i cosiddetti nuovi democratici, più spostati verso il centro. Più in particolare, i Nuovi democratici, organizzati nel Democratic Leadership Council (DLC), costituivano un ramo del Partito Democratico che sosteneva la necessità di riforme del welfare da un lato e la riduzione dell'intervento statale dall'altro. Nel 1985 scrisse la risposta del Partito Democratico al discorso sullo stato dell'Unione del Presidente Ronald Reagan e fu eletto Presidente della National Governors Association (Associazione Nazionale Governatori) dal 1986 al 1987, estendendo il suo campo d'azione al di là dell'Arkansas. Durante il suo periodo di governo, stabilì come priorità la crescita economica, la creazione di posti di lavoro e il miglioramento del sistema educativo. Per gli anziani, rimosse le tasse sui medicinali e aumentò le esenzioni alla tassa sulla casa.
Per migliorare il sistema scolastico, formò la Arkansas Education Standards Committee (Comitato per gli standard educativi dell'Arkansas), presieduto dalla moglie Hillary. Il comitato riuscì a riformare il sistema educativo, trasformandolo dal peggiore negli USA ad uno dei migliori, ottenendo quello che è da molti considerato il più grande successo di Clinton come governatore. I principali punti della riforma erano l'aumento della spesa per le scuole, il miglioramento delle opportunità per i bambini particolarmente dotati, la possibilità di apprendere una professione a scuola, l'aumento dei corsi disponibili, l'aumento dei salari degli insegnanti e l'istituzione di test d'insegnamento obbligatori per gli aspiranti insegnanti. Nel corso della sua carriera politica, ha sconfitto quattro candidati repubblicani alla carica di governatore: Lowe (nel 1978), White (nel 1982 e nel 1986), l'uomo d'affari Woody Freeman (nel 1984) e Sheffield Nelson (nel 1990).
Durante gli anni ottanta i Clinton effettuarono le transazioni economiche che costituiranno poi la base del cosiddetto scandalo Whitewater, scoppiato negli ultimi anni della presidenza di Bill Clinton. Dopo un'estesa investigazione durata diversi anni, non fu formalizzata alcuna accusa contro i Clinton. Secondo alcuni, Clinton era inizialmente un oppositore della pena di morte, ma poi cambiò opinione. Durante il suo mandato, l'Arkansas eseguì la prima esecuzione dal 1964 (la pena di morte era stata reintrodotta il 23 marzo del 1973). Da governatore, sovrintese a quattro esecuzioni: una tramite sedia elettrica e tre tramite iniezione letale. In seguito fu il primo presidente a graziare un condannato a morte da quando la pena di morte era stata reintrodotta a livello federale nel 1988.

#### Primarie presidenziali democratiche del 1988

Il governatore Clinton e signora alla cena in onore dei governatori della nazione presso la Casa Bianca insieme al presidente Ronald Reagan e alla first lady Nancy Reagan, nel 1987.

Nel 1987, dopo che Mario Cuomo rifiutò la candidatura e il democratico Gary Hart lasciò la corsa dopo le rivelazioni sulla sua infedeltà coniugale, i media specularono sulla possibile candidatura di Clinton alla presidenza, che però alla fine decise di rimanere governatore dell'Arkansas. Se Bill si fosse candidato alla presidenza, si pensava che Hillary si sarebbe candidata come governatrice dell'Arkansas, e almeno all'inizio l'ipotesi era sostenuta anche dalla First Lady.
Abbandonata l'ipotesi di candidarsi egli stesso, sostenne per la nomination democratica il governatore del Massachusetts Michael Dukakis. Nel 1988 tenne il discorso d'apertura per la Convention Democratica dello stesso anno. Il discorso fu criticato per la sua lunghezza (circa 33 minuti, il doppio di quanto previsto) e per la poca espressività, tanto che si pensava avrebbe compromesso la sua futura carriera politica. Come membro dei Nuovi democratici, fu a capo del Democratic Leadership Council nel 1991 e 1992.

#### Campagna presidenziale del 1992
In occasione delle elezioni presidenziali del 1992, decise di candidarsi alle primarie democratiche che avrebbero deciso l'alfiere del partito dell'asinello nella corsa verso la Casa Bianca. Nella prima sfida delle consultazioni interne, avvenuta in Iowa, Clinton finì terzo dietro al senatore di casa Tom Harkin. Durante la campagna in New Hampshire, alcuni giornali sostennero che Clinton avesse avuto una relazione extraconiugale con la modella Gennifer Flowers. Essendo finito parecchio dopo l'ex Senatore Paul Tsongas secondo i sondaggi nel New Hampshire, subito dopo il 26° Super Bowl, per contrastare le accuse lui e la moglie Hillary andarono in televisione sul famoso programma 60 Minutes. La loro apparizione televisiva era un rischio calcolato, e Clinton riuscì a riconquistare consenso: nelle primarie del New Hampshire finì secondo dopo Tsongas, ma ottenne comunque un'elevata percentuale di voti (Tsongas 33%, Clinton 25%, Kerrey 11%), e vista la pessima situazione iniziale nei sondaggi, i media la considerarono una vittoria e lo gratificarono del nomignolo "The Comeback Kid" (Il bambino che ritorna) che egli stesso si era attribuito.
La vittoria nei territori di Texas e Florida, e in molti altri Stati del sud nel cosiddetto Super Tuesday, diede a Clinton un considerevole margine di vantaggio. Tuttavia, anche l'ex Governatore della California Jerry Brown continuava a riportare successi locali e Clinton doveva ancora vincere una sfida al di fuori del sud, considerato la sua roccaforte. A questo punto egli si concentrò sullo stato di New York che, essendo popoloso, assegnava molti delegati e valeva pertanto molto nella corsa per la nomination: vinse in modo straordinario, soprattutto nella città di New York, e riuscì così a togliersi di dosso l'immagine di "candidato del sud". Con la vittoria in California, lo stato del "rivale" Brown, si assicurò matematicamente la nomination democratica.

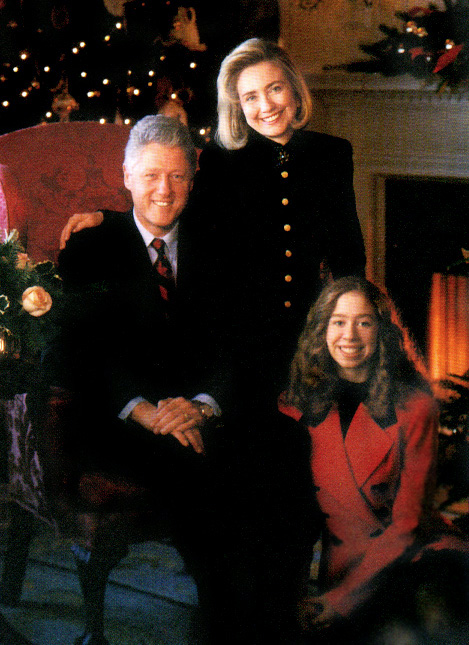
La famiglia Clinton alla Casa Bianca nel dicembre 1997

Nel corso della campagna sorse una discussione su un possibile conflitto di interessi tra gli affari statali e lo studio legale Rose Law Firm, di cui Hillary Rodham Clinton era associata. Clinton si difese affermando che il problema non si poneva poiché per determinare lo stipendio di Hillary presso lo studio non venivano considerate le transazioni con lo stato, per cui un eventuale favoritismo nei confronti dello studio non avrebbe potuto comportare dei vantaggi economici per i Clinton. Altre critiche riguardarono l'annuncio di Bill Clinton il quale affermò che, tra lui e Hillary, i votanti avrebbero avuto due presidenti "al prezzo di uno".
Durante la campagna presidenziale, Clinton tornò in Arkansas per assistere all'esecuzione di Ricky Ray Rector. Dopo aver ucciso un poliziotto e un passante, Rector si era sparato alla testa, di fatto lobotomizzandosi: secondo la legge federale e la legge dell'Arkansas, non è possibile giustiziare un condannato che sia menomato mentale. La corte però, non era d'accordo nel classificarlo come mentalmente menomato e permise quindi l'esecuzione. Il New York Times sostenne che il ritorno di Clinton in Arkansas per l'esecuzione fosse una mossa politica per evitare di essere accusato di essere "troppo morbido con la criminalità".
L'allora presidente George H. W. Bush era ritenuto il favorito per le elezioni e durante la guerra del Golfo aveva goduto di circa l'80% dei consensi. Tuttavia, nonostante in campagna elettorale avesse ripetutamente promesso di non farlo, approvò un aumento delle tasse in seguito ad un accordo con i democratici per ridurre il deficit. La promessa disattesa provocò un grande malcontento e Clinton lo sfruttò in campagna elettorale condannando ripetutamente Bush per aver fatto promesse che non poteva mantenere: al momento delle elezioni l'indice di gradimento di Bush era sceso al 40%. Inoltre, mentre in precedenza i conservatori erano uniti nella lotta al comunismo, con la fine della guerra fredda e la dissoluzione dell'Unione Sovietica, il partito mancava di unità.
Alla Convention Repubblicana del 1992 Pat Buchanan e Pat Robertson chiesero di focalizzare l'attenzione del partito su tematiche religiose cristiane e lo stesso Presidente Bush accusò i Democratici di escludere Dio dal loro partito; come conseguenza, molti moderati del partito si sentirono allontanati. Al contrario, Clinton puntò sul suo essere un moderato Nuovo democratico, posizione che gli permetteva di ottenere consensi anche dai Repubblicani; tuttavia, questa sua posizione politica gli portò anche le critiche e il sospetto della fazione più liberale del partito. A seguito di tutto ciò, molti Democratici che avevano sostenuto Ronald Reagan e Bush nelle precedenti elezioni si schierarono dalla parte di Clinton: quest'ultimo e Al Gore, il suo candidato per la vicepresidenza, durante le ultime settimane di campagna viaggiarono per l'intero paese, consolidando la propria posizione e promettendo un "nuovo inizio".
Clinton vinse le elezioni con il 43% dei voti, sconfiggendo il presidente Bush (fermo al 37% dei consensi) e il miliardario populista Ross Perot (19% dei voti), che si candidò come indipendente: una parte significativa del successo di Clinton fu dovuta al rapido declino di Bush nell'opinione pubblica. L'elezione di Clinton mise fine a 12 anni di presidenza repubblicana, a conclusione di un periodo in cui avevano governato i Repubblicani per 20 anni su 24:
le elezioni diedero ai democratici il pieno controllo anche del Congresso.

### Presidenza (1993–2001)

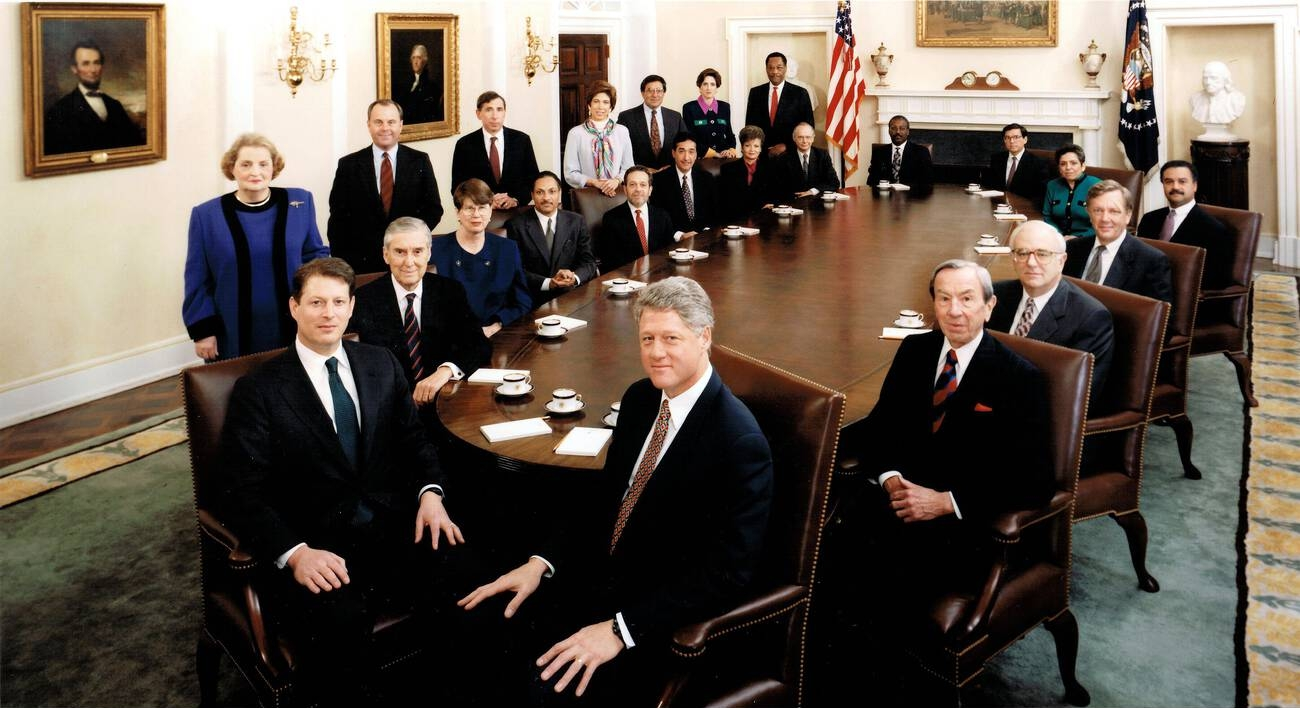
Il presidente Bill Clinton con il suo gabinetto.

Durante la sua presidenza, Clinton ha promosso una grande varietà di leggi e programmi. Alcuni, come il North American Free Trade Agreement e la riforma del welfare, sono stati attribuiti alla sua visione centrista (la terza via), mentre in altre ha assunto posizioni tipicamente progressiste. Clinton ha presieduto al più lungo periodo di pace militare ed espansione economica della storia americana. Il Congressional Budget Office ha riportato che negli ultimi tre anni del suo mandato c'è stato un surplus nel bilancio di 69 miliardi di dollari nel 1998, di 126 miliardi in 1999, e di 236 miliardi nel 2000, Concluso il suo mandato, si è trasferito a New York per aiutare la moglie nella sua campagna per il Senato.

#### Primo mandato, 1993-1997
Clinton si è insediato come 42º presidente degli Stati Uniti d'America il 20 gennaio 1993. Poco dopo essere entrato in carica, il 5 febbraio, Clinton ha firmato il Family and Medical Leave Act, che obbligò gli imprenditori a concedere agli impiegati l'aspettativa non retribuita per gravidanza o problemi medici. La legge ottenne un consenso bipartisan, e fu accolta molto positivamente dall'opinione pubblica.
Il 15 febbraio 1993, Clinton ha tenuto il primo discorso alla nazione, annunciando il suo piano di alzare le tasse per coprire il deficit federale. Due giorni dopo, in un discorso al Congresso in seduta comune trasmesso via televisione a tutta la nazione, Clinton svelò dettagliatamente il suo piano economico, che si concentrava più nel ridurre il deficit che nel ridurre le tasse nella classe media, come aveva invece promesso in campagna elettorale. I suoi consiglieri fecero pressioni su di lui affinché alzasse le tasse, secondo la teoria per cui un minor deficit federale avrebbe ridotto i tassi d'interesse sui titoli di stato.
Il 19 marzo 1993, Clinton licenziò sette impiegati dell'Ufficio Viaggi della Casa Bianca, causando una controversia, anche se l'Ufficio Viaggi lavorava a piacere del Presidente, che poteva anche licenziare senza motivo. La Casa Bianca affermò che i dipendenti erano stati licenziati a causa di scorrettezze nella gestione finanziaria scoperte da una breve indagine dell'FBI. Alcuni critici invece ribattono che lo scopo dei licenziamenti fosse quello di permettere a degli amici dei Clinton di impadronirsi del business dei viaggi e che il coinvolgimento dell'FBI era ingiustificato.
(Bill Clinton, Discorso del primo insediamento)
Nell'agosto del suo primo anno, ha firmato l'Omnibus Budget Reconciliation Act. Passato al Congresso senza il voto dei Repubblicani, ha tagliato le tasse per 15 milioni di famiglie a basso reddito, ha aumentato le possibilità di sgravi fiscali per circa il 90% delle piccole e medie imprese, e le ha invece aumentate per coloro che si trovavano nell'1.2% dei più ricchi. Attraverso l'implementazione di limiti alla spesa, ha permesso una migliore gestione di bilancio negli anni a venire. Il 22 settembre 1993 tenne un importante discorso al Congresso sulla necessità di una riforma del sistema sanitario, ponendo come obiettivo la copertura di tutti i cittadini attraverso un piano nazionale.

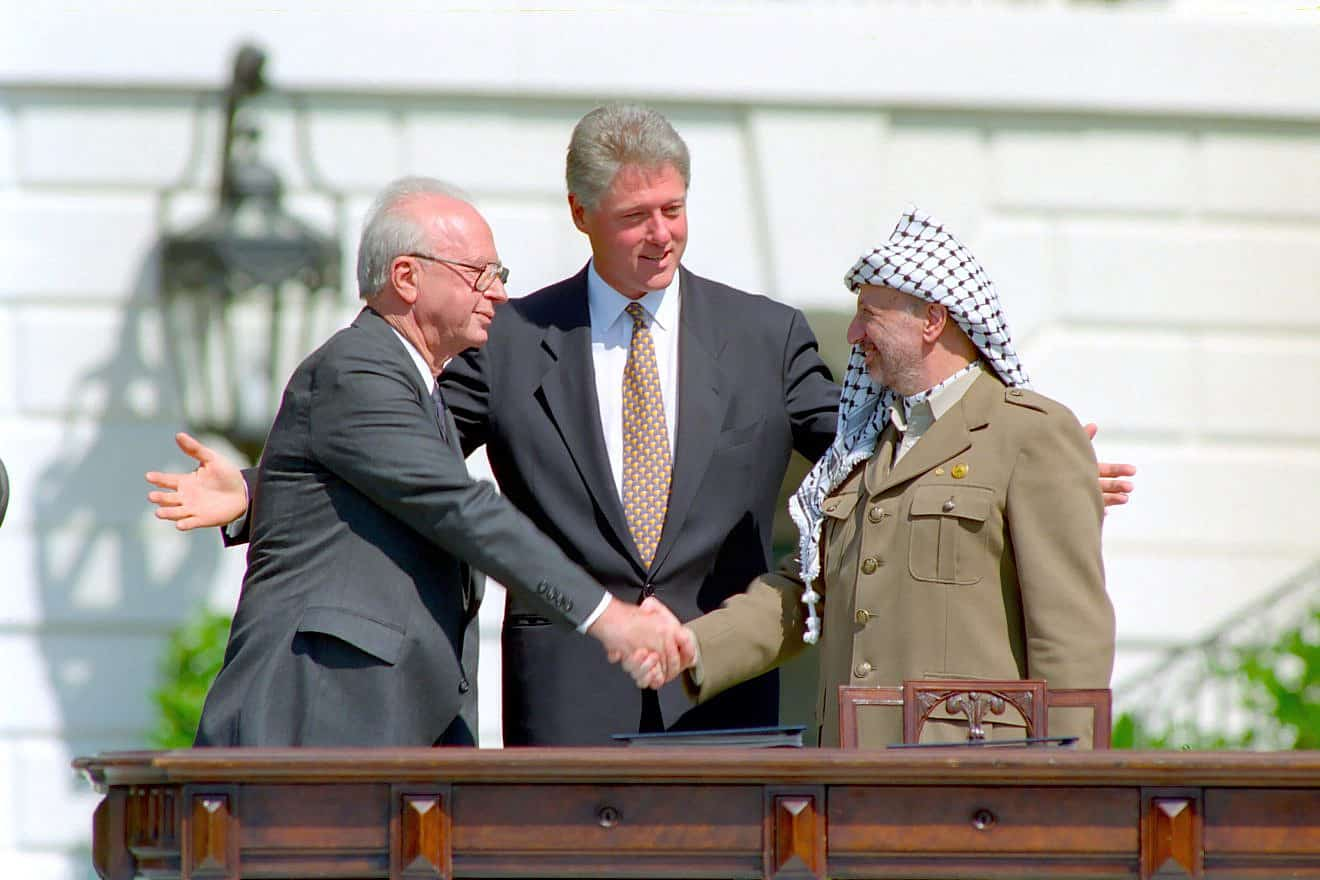
Clinton, Yitzhak Rabin e Yasser Arafat durante gli accordi di Oslo il 13 settembre 1993.

La riforma costituiva uno dei punti più importanti della sua agenda politica, e il piano dettagliato venne ideato da un comitato presieduto da Hillary Clinton. Sebbene all'inizio fosse ben visto dai circoli politici, l'opposizione congiunta dei conservatori, dell'Associazione Nazionale Medici e delle compagnie di assicurazione sanitaria impedirono la sua realizzazione. Tuttavia, secondo John F. Harris, biografo di Clinton, la riforma fallì a causa della mancanza di coordinazione all'interno della Casa Bianca. Nonostante la maggioranza democratica al Congresso, la riforma morì definitivamente quando il testo di legge scritto da George J. Mitchell, frutto di un compromesso tra le parti, non riuscì ad ottenere il sostegno della maggioranza, e andò a costituire la prima sconfitta legislativa dell'amministrazione Clinton.
Nel novembre 1993, un certo David Hale accusò Clinton di avergli fatto pressioni affinché prestasse illegalmente 300.000 $ a Susan McDougal in relazione all'acquisto di terre da parte della Whitewater Corporation, mentre era governatore dell'Arkansas. Un'investigazione eseguita dalla Securities and Exchange Commission ha portato alla condanna dei coniugi McDougals, ma i Clinton non furono mai formalmente accusati. Il 30 novembre 1993 Clinton firmò il cosiddetto Brady Bill, che impose un periodo d'attesa di cinque giorni per chi acquista armi, così da permettere al governo di compiere dei controlli.
Nel dicembre dello stesso anno, nella trasmissione televisiva The American Spectator trapelò che i poliziotti dell'Arkansas Larry Patterson e Roger Perry intendevano accusare Clinton di averli incaricati di organizzare per lui degli incontri sessuali quando era Governatore dell'Arkansas. Nella storia veniva menzionata una donna di nome "Paula", che poi si rivelò essere Paula Jones. In seguito Brock si scusò con Clinton, affermando che le accuse erano nate da "cattivo giornalismo" politicamente motivato e che "i poliziotti erano avidi e avevano viscide motivazioni"
Durante quel mese, Clinton mise in atto una direttiva del Dipartimento della Difesa nota come Don't ask, don't tell (Non chiedere, non dire), che permetteva agli omosessuali di servire nelle forze armate purché tenessero segreto il loro orientamento sessuale, e al contempo proibì di indagare l'orientamento sessuale di un militare. Questa mossa fu criticata sia dalla sinistra (perché troppo incerta nel difendere i diritti degli omosessuali) sia dalla destra (che si opponeva alla possibilità di permettere ai gay di servire nelle forze armate). Alcuni difensori dei diritti degli omosessuali criticarono Clinton per non aver fatto abbastanza e lo accusarono di aver fatto promesse in campagna elettorale al solo scopo di ottenere voti e fondi.
Secondo loro Clinton avrebbe dovuto permettere l'integrazione come ordinanza esecutiva, notando che il Presidente Harry Truman ne aveva fatto uso per eliminare la segregazione razziale dalle forze armate. I difensori di Clinton invece affermano che un'ordinanza esecutiva avrebbe potuto spingere il Senato a escludere gli omosessuali per legge, rendendo così l'integrazione più difficile. In seguito, nel 1999, Clinton ha criticato il modo in cui la direttiva fu implementata, affermando che nessuna persona seria avrebbe potuto dire che funzionava come avrebbe dovuto. Nel 2010 il Presidente Barack Obama ha annullato il Don't ask, don't tell, permettendo a tutti di indicare apertamente il proprio orientamento sessuale senza pericolo di congedo.
Il 1º gennaio 1994, Clinton firmò il North American Free Trade Agreement. Durante il suo primo anno di mandato, Clinton aveva fortemente sostenuto in Senato l'approvazione del trattato, a cui si opposero prevalentemente alcune fazioni repubblicane, i Democratici protezionisti e i sostenitori di Ross Perot, suo rivale nelle primarie. La legge passò alla Camera dei Rappresentanti con 234 voti a favore e 200 contrari (132 Repubblicani e 102 Democratici votarono a favore; 156 Democratici, 43 Repubblicani, e 1 indipendente contro).
Subito dopo venne ratificato dal Senato e firmato dal Presidente. Nel 1994 l'Omnibus Crime Bill apportò molti cambiamenti alla legge statunitense, tra cui l'introduzione della pena di morte per crimini non riguardanti l'omicidio, come il traffico di droga su larga scala. Durante la campagna per la sua rielezione, Clinton disse "La mia legge sui crimini del 1994 ha esteso la pena di morte per i re della droga, per chi uccide agenti federali e per altre 60 categorie di crimini violenti".
(Annuncio della Next Generation Internet initiative da parte di Clinton, nel 1996.)
L'amministrazione Clinton, il 21 ottobre 1994, ha anche lanciato il primo sito ufficiale della Casa Bianca, [whitehouse.gov]. L'originale è stato seguito da tre ulteriori versioni, fino a quella finale del 2000. Il sito costituiva una parte di un programma più ampio verso la comunicazione via web. Secondo Robert Longley, "Clinton e Gore hanno assillato praticamente tutte le agenzie federali, il sistema giudiziario e le forze armate affinché entrassero in internet, aprendo così il governo al maggior numero di cittadini di sempre." Il 17 luglio 1996, Clinton ha rilasciato l'Ordine Esecutivo numero 13011 che ordinava ai direttori di tutte le agenzie federali di fare uso dell'informatica in modo tale da rendere le informazioni accessibili al pubblico."

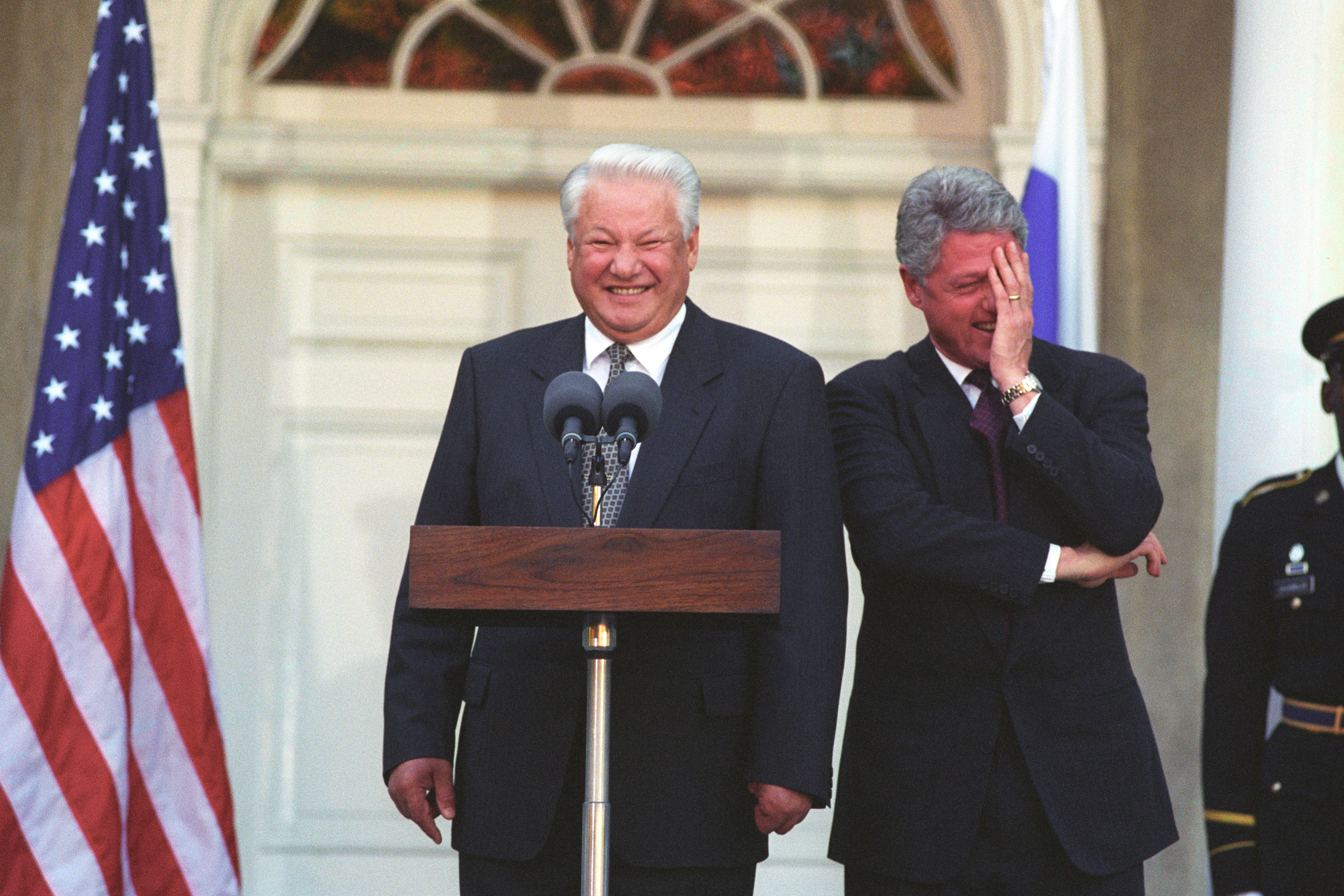
Clinton e Boris El'cin ridono insieme nell'ottobre del 1995.

Dopo due anni sotto il controllo del Partito democratico, i Repubblicani vinsero le elezioni di mezzo termine del 1994, per la prima volta dopo 40 anni.
Il libro del professore di Legge Ken Gromley intitolato The Death of American Virtue rivelò che nel 1996 Clinton era scampato ad un tentativo di assassinio da parte di terroristi al soldo di Osama bin Laden mentre si trovava nelle Filippine.
Durante la visita al forum sulla Cooperazione Economica tra Asia e Pacifico tenuto a Manila nel 1996, fu salvato poco prima che la sua macchina attraversasse un ponte dove era stata posizionata una bomba. Gromley affermò che i dettagli gli sono stati rivelati da Louis Merletti, ex dirigente dei Servizi Segreti. Clinton aveva pianificato una visita ad un politico locale, quando degli agenti dei servizi segreti intercettarono un messaggio che indicava un attacco imminente. Nel messaggio venivano usate le parole "ponte" e "matrimonio", che furono credute parole in codice per indicare l'omicidio. Il corteo cambiò percorso e gli agenti USA poi scoprirono la bomba piantata sotto il ponte. Il reportage afferma anche che l'indagine condotta sull'episodio "ha rivelato che il piano era stato organizzato dal terrorista saudita Osama bin Laden".
Gromley dice: "L'avvenimento è rimasto top secret, con l'eccezione di pochi membri di spicco dell'intelligence. Al momento dell'episodio i media riportarono la scoperta di due bombe, una all'aeroporto di Manila, l'altra nella località degli incontri. Nel 1996 scoppiò uno scandalo riguardo l'accesso non autorizzato di file secretati dell'FBI da parte di alcuni membri della Casa Bianca. Craig Livingstone, capo della sicurezza della Casa Bianca, richiese dei resoconti secretati senza autorizzazione, molti dei quali riguardavano impiegati della precedente amministrazione repubblicana. L'FBI consegnò i file. Nel marzo 2000, il Consigliere indipendente Robert Ray stabilì che non c'era alcuna prova di crimini. Il rapporto di Ray affermava che "non c'è alcuna prova non indiziaria e credibile che un ufficiale della Casa Bianca fosse coinvolto" nella richiesta dei file.
Il 21 settembre 1996, dopo tre anni dal Don't ask, don't tell Clinton firmò il Defense of Marriage Act (DOMA), dove proclamava che il matrimonio era costituito dall'unione legale di un uomo e una donna. Paul Yandura, per conto dell'ufficio relazioni con la comunità LGBT della Casa Bianca, affermò che il DOMA fosse soltanto "una decisione politica in periodo di rielezione." Il portavoce Richard Socarides affermò: "...le alternative che conoscevamo erano parecchio peggiori, ed era tempo di far rieleggere il Presidente." Lo stesso Clinton disse che il DOMA era qualcosa "che i Repubblicani avevano messo in ballo per cercare di far votare la base per il Presidente Bush, credo che fosse ovvio che dovessi fare qualcosa per impedirlo." Altri furono più critici. Il Rappresentante Barney Frank ha definito queste affermazioni "revisionismo storico”. Nell'editoriale del 2 luglio 2011 il The New York Times affermò che il "DOMA, entrato in vigore nel 1996 come legge rivolta alle immediate elezioni, costituì uno dei peggiori momenti politici del Presidente Clinton."
Come mezzo per affrontare l'immigrazione illegale, Clinton firmò l'Illegal Immigration Reform and Immigrant Responsibility Act (IIRIRA). Nominata da Clinton, la commissione per la riforma delle leggi sull'immigrazione suggerì di ridurre l'immigrazione legale da 800.000 a 550.000 persone l'anno. Nel 1996 si scoprì che la Repubblica Popolare Cinese aveva tentato di influenzare la politica degli Stati Uniti fornendo fondi ad alcuni politici. Si trovarono coinvolti anche alcuni membri della stessa amministrazione Clinton. Il governo cinese ha negato tutte le accuse.

#### Secondo mandato, 1997-2001

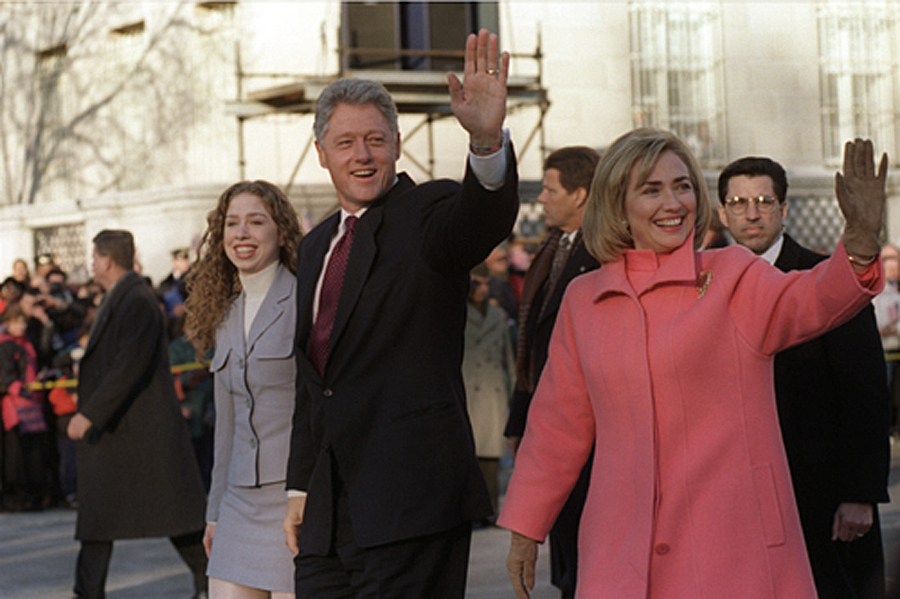
Il neo presidente Bill Clinton (al centro), la first lady Hillary Rodham Clinton (destra) e la figlia Chelsea (a sinistra) salutano i partecipanti alla parata di Pennsylvania Avenue il giorno dell'insediamento (20 gennaio 1997)

Clinton ottenne 379 voti elettorali (70% circa) contro i 159 di Bob Dole.

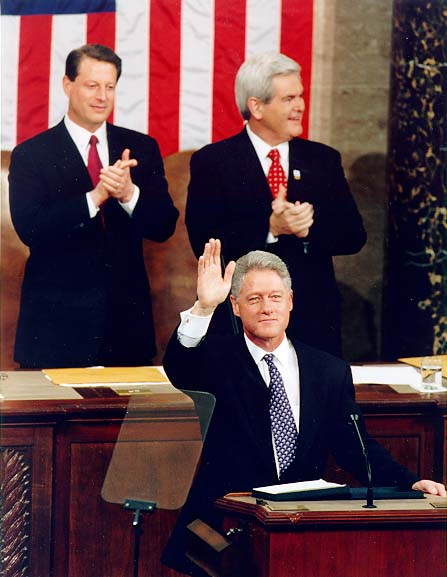
Al Gore e Newt Gingrich applaudono mentre il presidente Clinton saluta durante il discorso sullo stato dell'Unione del 1997

Nel discorso sullo stato dell'Unione tenuto nel gennaio 1997, Clinton propose una nuova iniziativa per garantire l'assistenza sanitaria a cinque milioni di bambini che fino a quel momento ne erano privi. I Senatori Ted Kennedy – Democratico – e Orrin Hatch – Repubblicano – si unirono a Hillary Rodham Clinton e al suo staff nel 1997, e riuscirono a far passare la proposta di legge che istituì lo State Children's Health Insurance Program (SCHIP), la più importante riforma sanitaria negli anni della presidenza Clinton.
Nello stesso anno, Hillary Clinton propose attraverso il Congresso l'Adoption and Safe Families Act e due anni dopo riuscì a far passare il Foster Care Independence Act. I due provvedimenti riguardano gli orfani: il primo fornisce sostegno alle famiglie che adottano bambini con bisogni particolari, e il secondo fornisce una serie di aiuti agli orfani che hanno raggiunto la maggiore età. Nell'ottobre 1997, annunciò che stava prendendo delle cure per le orecchie, a causa di una perdita parziale di udito dovuta all'età e al suo passato da musicista.
il 12 novembre 1999 Clinton abrogò la parte del Glass-Steagall Act che separava l'attività bancaria tradizionale e quella di intermediazione finanziaria; era stata promulgata nel 1933 per impedire il ripetersi dei tracolli bancari dovuti al crollo di Wall Street nel 1929. Ciò nel 2006 provocò una crisi di liquidità che preludeva alla Grande recessione del 2008.

#### Impeachment
In una sessione del Congresso, che si apprestava ad aggiornare i suoi membri dopo le elezioni del 1998, la Camera dei Rappresentanti votò a favore dell'impeachment del Presidente Clinton, dopo lo scandalo Lewinsky. Clinton fu il terzo Presidente, dopo Andrew Johnson e Richard Nixon (scandalo Watergate) ad essere messo in stato di accusa. La motivazione per l'inizio del procedimento fu l'accusa di aver mentito riguardo alla sua relazione con la stagista ventiduenne Monica Lewinsky durante una deposizione sotto giuramento presso il processo su Paula Jones. Dopo che Kenneth Star, incaricato dal Congresso, pubblicò l'ormai famoso Rapporto Starr trovando "informazioni sostanziali e credibili che il Presidente Clinton abbia commesso azioni che possono costituire una base per l'impeachment", la Camera iniziò la procedura nel dicembre del 1998.

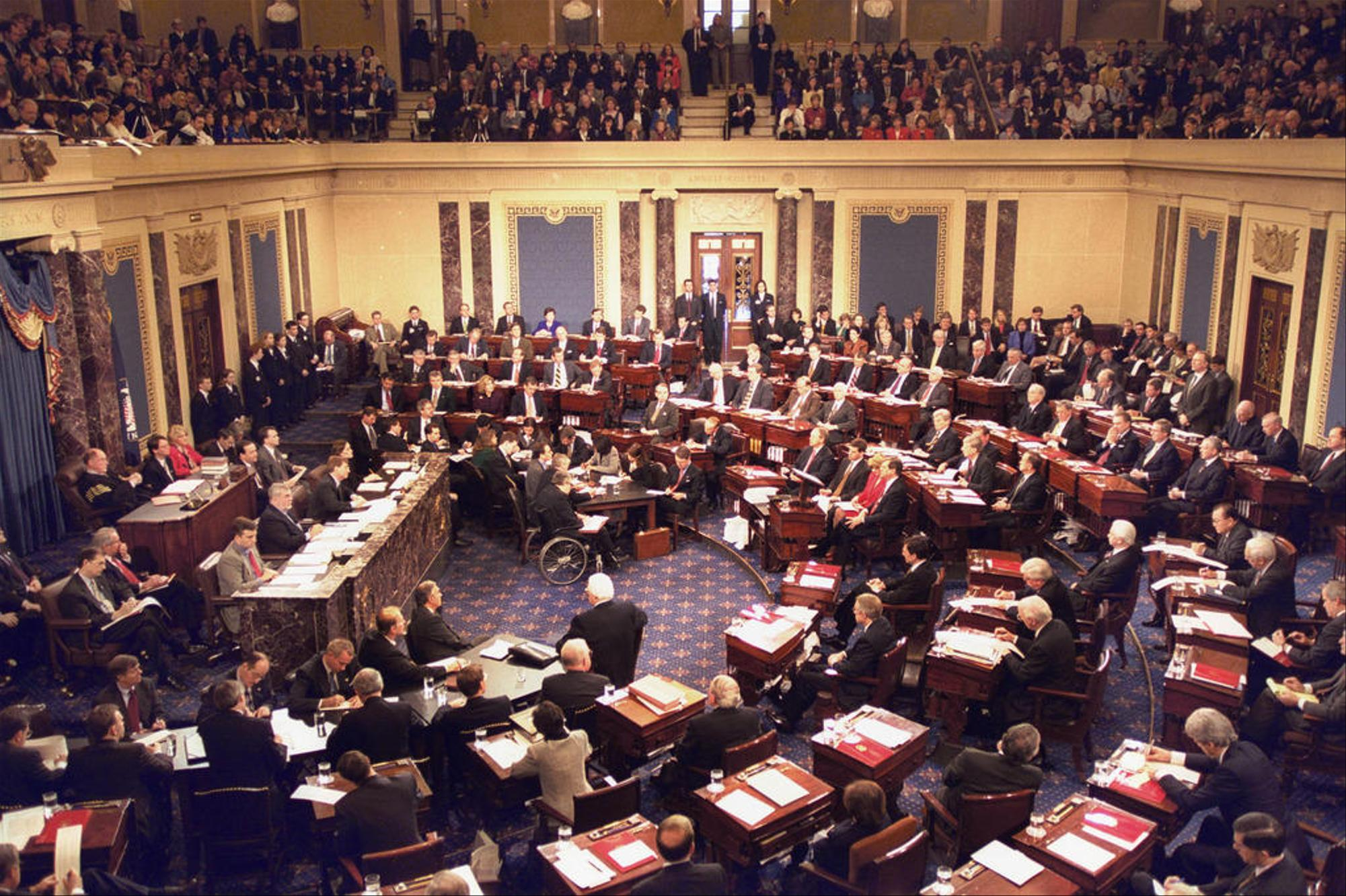
Il processo a Bill Clinton nel 1999, il Giudice Capo della Corte Suprema Chief Justice William H. Rehnquist presiede la seduta

Mentre la votazione presso la Commissione Giustizia della Camera si concluse rapidamente con tutti i Democratici contrari e tutti i Repubblicani a favore, il dibattito all'intera Camera fu molto ampio. Le due accuse passate alla Camera (più che altro con il sostegno dei Repubblicani, ma anche con qualche voto dei Democratici) erano per falsa testimonianza e ostruzione della giustizia nel processo Paula Jones.
Mentre alla Camera spetta il compito di formalizzare l'accusa, è compito del Senato giudicare il Presidente. Il Senato rifiutò di iniziare il processo prima dell'imminente fine della legislatura, per cui fu posticipato. Clinton era rappresentato dallo studio legale Williams & Connolly di Washington. Il processo iniziò il 22 gennaio 1999 e si concluse il 12 febbraio 1999, per un totale di ventuno giorni. Nel voto finale, 50 votarono per la condanna (e 50 per l'assoluzione) per il reato di ostruzione della giustizia, mentre per il reato di falsa testimonianza solo 45 per la condanna (55 per l'assoluzione).
La Costituzione statunitense richiede i due terzi dei voti favorevoli alla condanna per rimuovere un ufficiale sottoposto ad impeachment, per cui Clinton fu assolto da tutte le accuse. Il voto finale seguì le linee di partito, anche se alcuni Repubblicani votarono per l'assoluzione.

#### Esercizio del potere di grazia
Il 20 gennaio 2001, ultimo giorno del suo mandato, Clinton concesse 141 grazie e 36 commutazioni della pena. Questo fatto suscitò delle polemiche, riguardo alla grazia concessa al magnate del petrolio Marc Rich e ai presunti pagamenti accettati da Hugh Rodham, fratello di Hillary, per influenzare questa scelta del presidente.

#### Politica estera

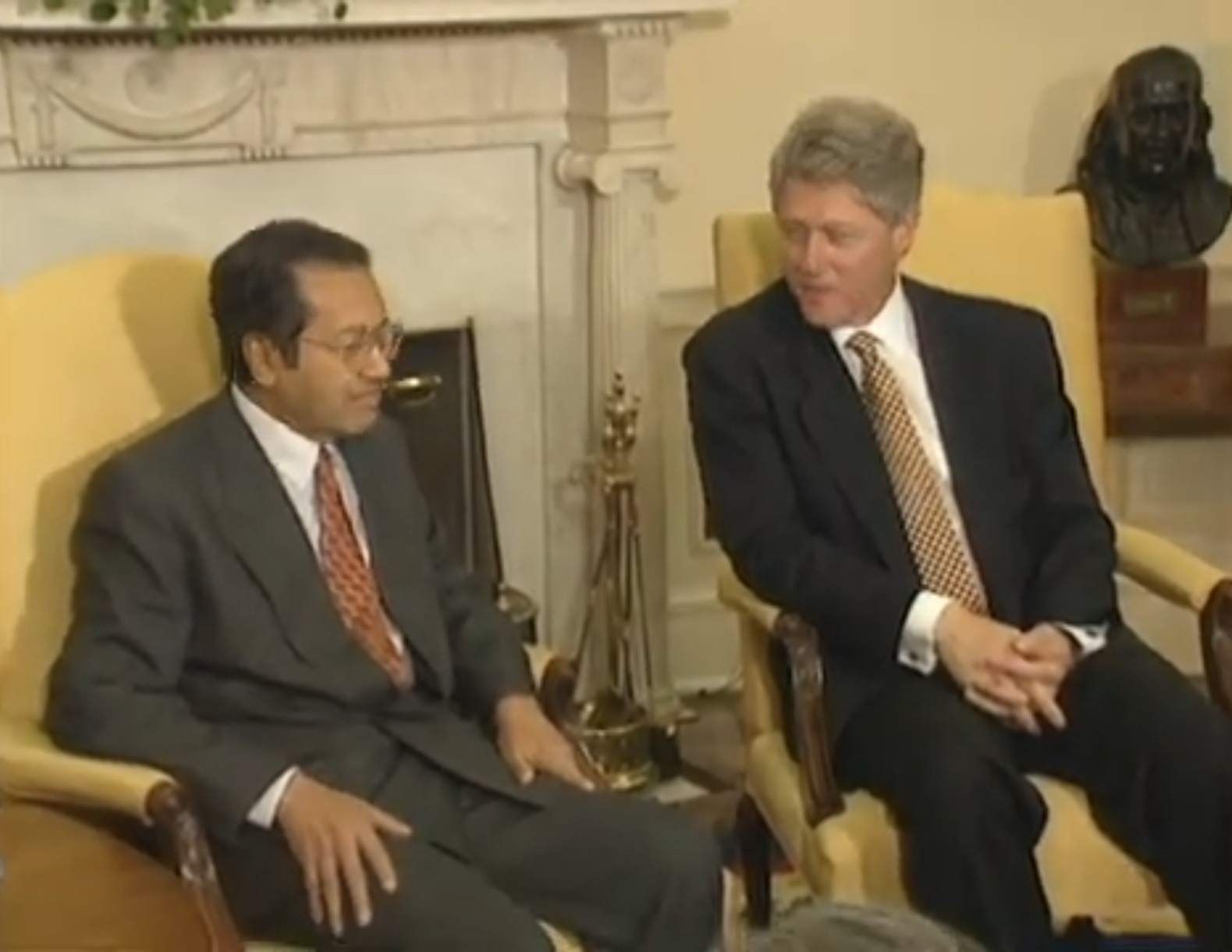
Nel 1994, Clinton ha incontrato il primo ministro malese Mahathir Mohamad alla Casa Bianca

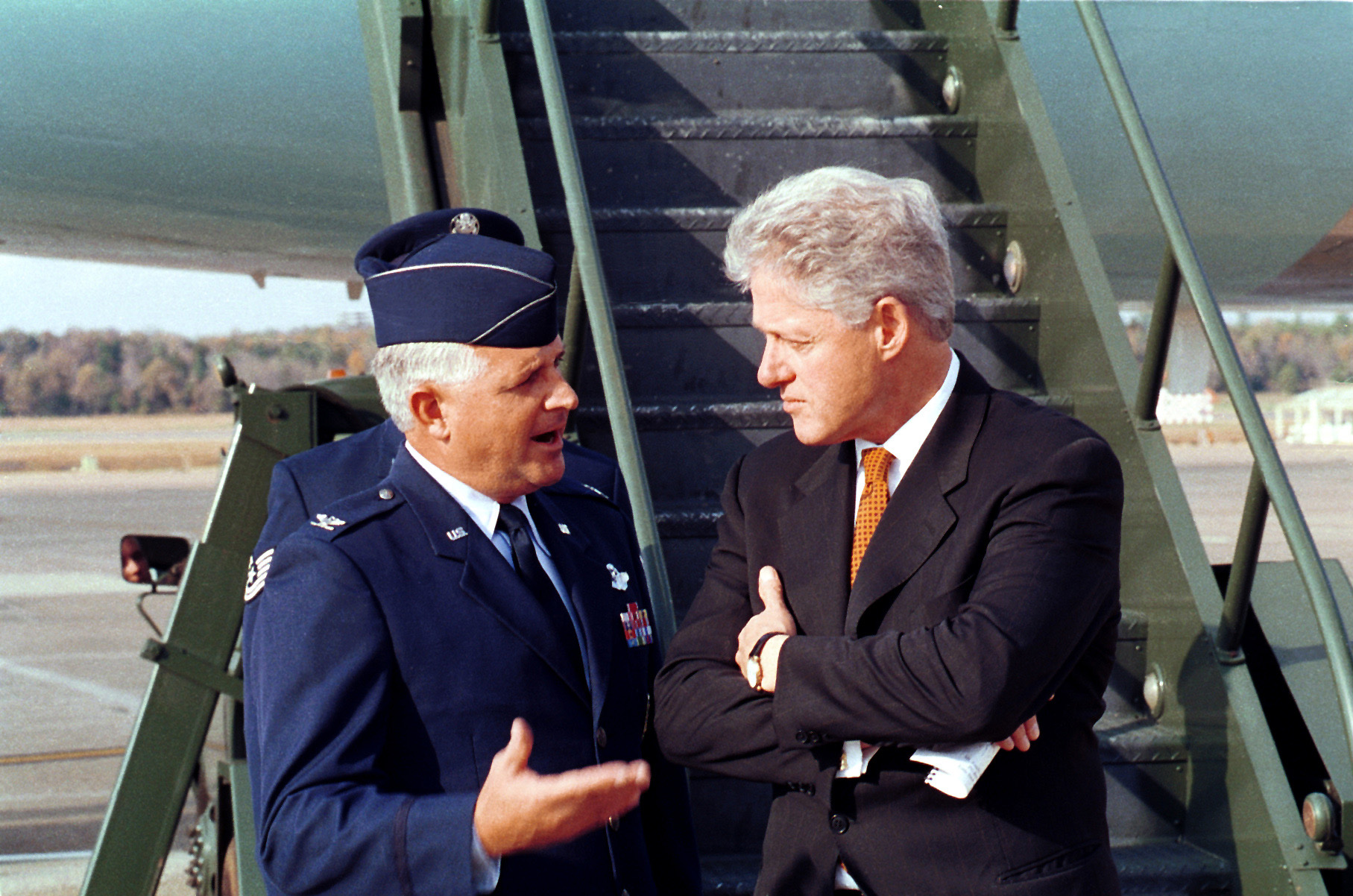
Il presidente Clinton parla con il colonnello Paul Fletcher della USAF, prima di salire sull'Air Force One, il 4 novembre 1999.

Durante la presidenza di Clinton avvennero molti episodi militari. Nel 1993 le forze armate statunitensi furono coinvolte nella battaglia di Mogadiscio nell'ambito dell'operazione Restore Hope, a cui presero parte anche contingenti italiani. Durante le operazioni, due elicotteri americani furono abbattuti da colpi di RPG ai rotori di coda, intrappolando i soldati oltre le linee nemiche. La battaglia che ne seguì vide la morte di 18 soldati americani, 73 feriti, e un prigioniero (l'elicotterista del 160° SOAR Michael Durant). Il numero di vittime somale è tuttora dibattuto, ma sono stimate dalle varie fonti tra i 300 e i 700 morti e tra gli 800 e 1500 feriti.
Durante la battaglia vera e propria non ci furono vittime italiane, anche se nei giorni precedenti morirono 3 soldati e ne rimasero feriti 36. Alcuni dei corpi degli americani uccisi furono portati lungo le strade, come spettacolo per la televisione. Dopo la battaglia, gran parte delle forze USA furono ritirate, e i successivi conflitti nella regione furono affrontati con meno soldati. Nel 1995, sotto l'Operazione Deliberate Force, aerei USA e NATO attaccarono obbiettivi in Bosnia per fermare gli attacchi nelle zone sicure  ONU e per cercare di portare i militanti ad un accordo di pace. Clinton fece schierare le forze statunitensi in Bosnia nel 1995, per sostenere il successivo accordo di Dayton.

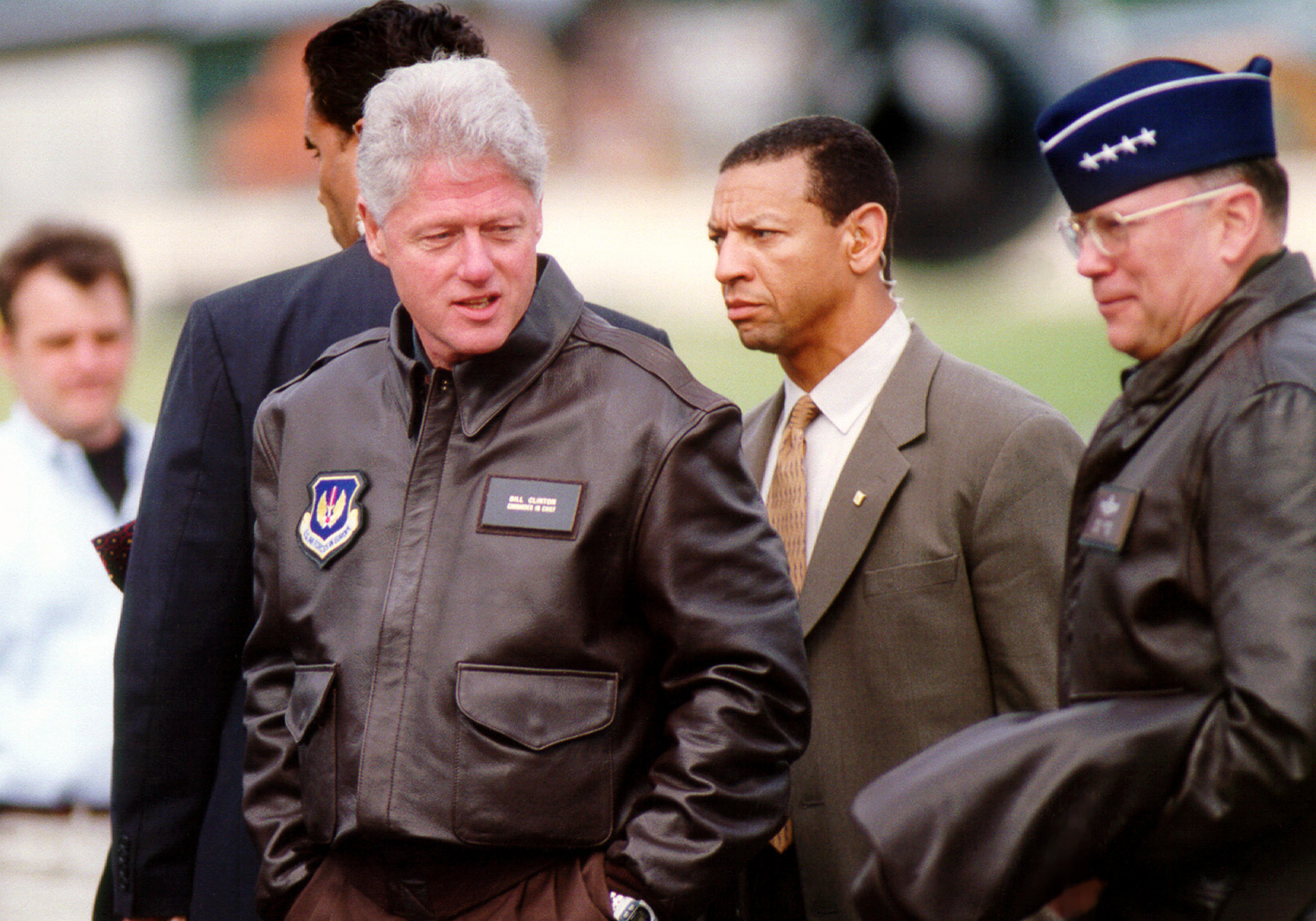
Il generale John P. Jumper, comandante dell'Aeronautica USA in Europa, scorta il presidente Clinton dopo il suo arrivo alla base aerea di Ramstein, in Germania, il 5 maggio 1999. Il presidente visitò molte basi europee per ringraziare le truppe per il loro supporto alle operazioni NATO.

La cattura di Osama bin Laden è stata un obbiettivo primario del governo USA da Clinton fino alla sua uccisione, avvenuta nel 2011. Mansoor Ijaz, uomo d'affari americano-pakistano, affermò che nel 1996, quando l'amministrazione Clinton aveva iniziato i tentativi di cattura, che il governo del Sudan si era offerto di arrestare ed estradare Bin Laden, e di fornire informazioni su formazioni fondamentaliste formatesi sul suo territorio, tra cui Hezbollah e Hamas.
Sempre secondo Ijaz, la autorità USA rifiutarono l'offerta, sebbene sapessero del coinvolgimento di bin Laden nei bombardamenti alle ambasciate americane in Kenya e Tanzania. Tuttavia, la Commissione sull'11 settembre scoprì che sebbene "ex ufficiali Sudanesi affermano che il Sudan si sia offerto di estradare Bin Laden negli Stati Uniti", "non è stata trovata alcuna prova attendibile a sostegno delle affermazioni sudanesi." Nel 1998 Clinton ordinò diverse missioni per catturare o uccidere bin Laden, ma fallirono tutte.
In risposta agli attentati alle ambasciate statunitensi del 1998 condotti da al-Qaeda, che causarono la morte di 12 americani e 211 africani, Clinton ordinò un attacco missilistico su due obiettivi terroristi in Sudan e Afghanistan. Il primo era la fabbrica farmaceutica di Al-Shifa, in cui si sospettava che Osama Bin Laden producesse armi chimiche. Il secondo erano dei campi di addestramento per terroristi. Clinton fu poi aspramente criticato per le conseguenze dell'attacco all'impianto farmaceutico in Sudan, soprattutto quando si scoprì la debolezza delle prove fornite dagli USA.

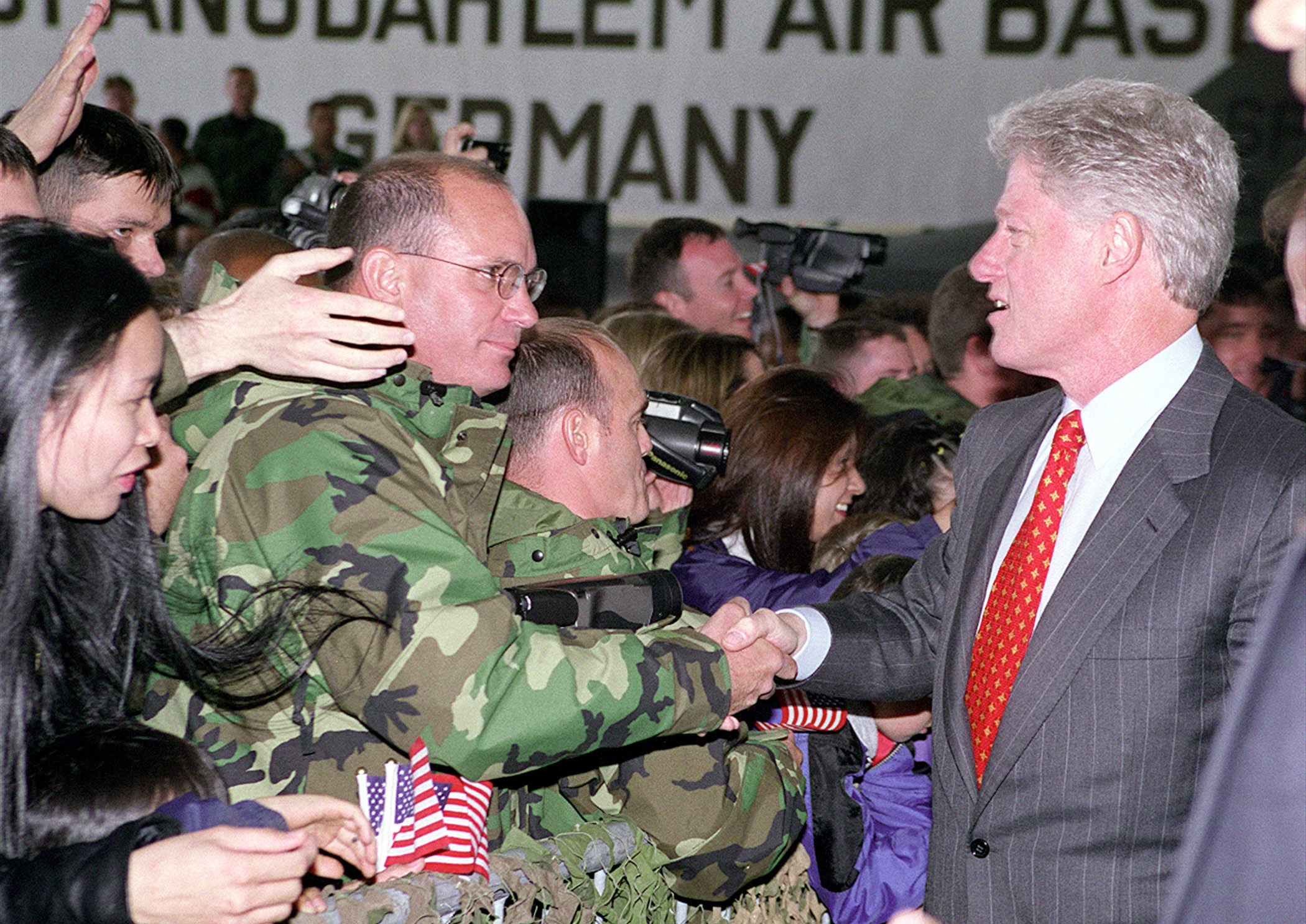
Il presidente Clinton saluta alcuni membri dell'aeronautica presso la base aerea di Spangdahlem in Germania, il 5 maggio 1999.

Per fermare la pulizia etnica e il genocidio degli albanesi da parte del Partito Nazionalista Serbo nell'ex provincia del Kosovo, nella Repubblica Federale di Jugoslavia, Clinton autorizzò l'uso di truppe americane in una campagna aerea della NATO contro la Jugoslavia. L'operazione, condotta nel 1999, fu chiamata Allied Force. Il generale Wesley Clark fu nominato comandante supremo delle forze NATO in Europa. La campagna militare fu completata il 10 giugno 1999 con la Risoluzione 1244 del Consiglio di sicurezza delle Nazioni Unite. La risoluzione poneva il Kosovo sotto l'amministrazione ONU e autorizzava la presenza di un corpo di pace. La NATO annunciò che nessun soldato della coalizione era stato ucciso in battaglia, mentre due avevano perso la vita nella caduta di un elicottero Apache.
La stampa criticò Clinton per aver affermato prima della guerra che era in corso un genocidio, bollando le affermazioni come esagerate. Una Corte ONU stabilì che effettivamente non ci fu un genocidio, ma riconobbe "una sistematica campagna di terrore che includeva omicidi, stupri, incendi dolosi e gravi maltrattamenti". Il termine "pulizia etnica" fu utilizzato come alternativa a "genocidio" per descrivere non solo l'omicidio motivato dall'appartenenza etnica, ma anche displacement, sebbene alcuni sostengono che non ci sia alcuna differenza. Slobodan Milošević, a quel tempo Presidente della Jugoslavia, fu alla fine accusato "dell'omicidio di circa 600 appartenenti all'etnia Albanese" e di "crimini contro l'umanità". Nel discorso sullo stato dell'Unione del 1998, avvertì il Congresso che il dittatore iracheno Saddam Hussein avrebbe probabilmente cercato di costruire armi nucleari:

Bill Clinton e Jiang Zemin ad una conferenza stampa congiunta presso la Casa Bianca il 29 ottobre 1997

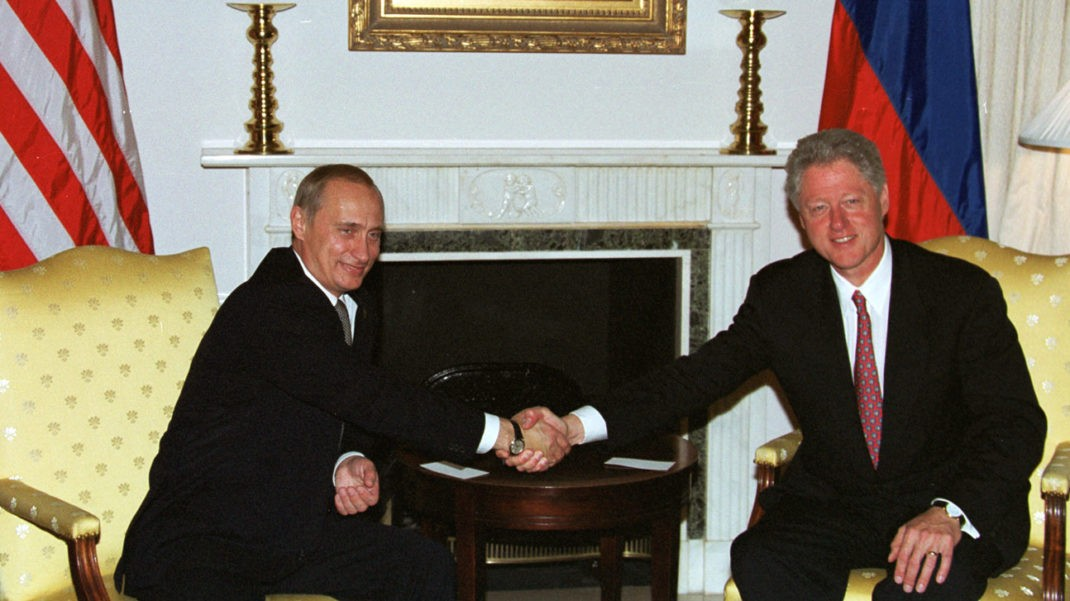
Il presidente Clinton incontra il presidente russo Vladimir Putin in visita a New York in occasione della seduta straordinaria del Consiglio di sicurezza dell'ONU il 6 settembre 2000

Per indebolire la presa di potere di Saddam Hussein, il 31 ottobre 1998 Clinton firmò la legge numero 4655, proposta dalla Camera dei rappresentanti, che sosteneva una politica di "cambio di regime", sebbene dicesse chiaramente che ci sarebbe stato un intervento militare da parte degli Stati Uniti. Successivamente, il governo lanciò una breve campagna di bombardamenti durata quattro giorni, dal 16 al 19 dicembre 1998. Per gli ultimi due anni della presidenza Clinton, aerei USA continuarono ad attaccare installazioni antiaereo all'interno della no-fly zone irachena. Nel novembre 2000 Clinton fu il primo Presidente a visitare il Vietnam dalla fine della Guerra del Vietnam.
Clinton rimase molto popolare durante entrambi i suoi mandati e lasciò la carica con un indice di gradimento del 65%, il più alto dopo Dwight D. Eisenhower. Durante i suoi anni di Presidenza, Clinton firmò più di 270 accordi di libero scambio con altre nazioni. Il 10 ottobre 2000, firmò una legge che stabiliva un accordo per gli scambi commerciali con la Repubblica Popolare di Cina. Il Presidente affermò che il libero scambio avrebbe gradualmente aperto la Cina a riforme democratiche.
Dopo successi iniziali come gli accordi di Oslo dei primi anni novanta, Clinton tentò di risolvere il conflitto arabo-israeliano. Clinton riuscì a portare a Camp David il primo ministro israeliano Ehud Barak e il presidente dell'Autorità Nazionale Palestinese Yasser Arafat. Dopo il fallimento degli accordi di pace, Clinton affermò che Arafat "si è lasciato sfuggire l'opportunità di una pace lunga e duratura". Nella sua autobiografia My life, Clinton incolpa Arafat per il fallimento del vertice. La situazione degenerò del tutto con lo scoppio della Seconda Intifada.

#### Nomine di giudici
Clinton ha nominato due giudici della Corte Suprema: Ruth Bader Ginsburg nel 1993 e Stephen Breyer l'anno seguente. Oltre ai giudici della Corte Suprema, Clinton ha nominato 66 giudici alle Corti d'Appello e 305 giudici alle Corti distrettuali. Con il numero di 373, è secondo dopo Ronald Reagan per numero di nomine di giudici. Sulle nomine ci sono state delle controversie, poiché 69 dei giudici federali da lui nominati non vennero considerate dalla Commissione Giustizia del Senato, controllato dai Repubblicani, e lasciate in sospeso. In totale, solo l'84% delle sue nomine sono state confermate.

### Dopo la presidenza

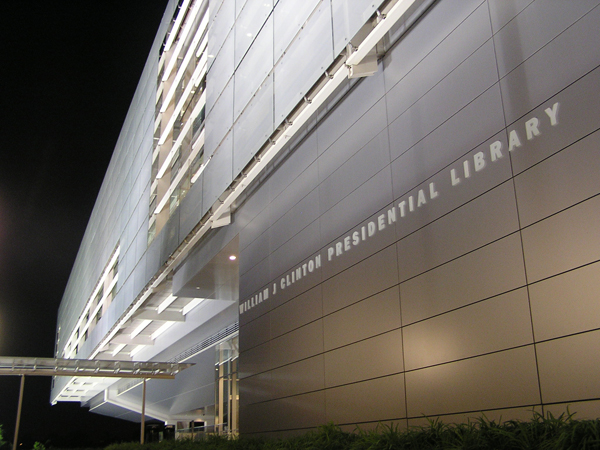
Il William J. Clinton Presidential Center, a lui dedicato nel 2004.

Clinton continua ad essere attivo nella vita pubblica con discorsi, raccolte fondi, e con la fondazione di organizzazioni no-profit. Continua a tenere un discorso alle Convention Democratiche, parlando a tutte sin dalla sua prima del 1988.

#### Fino al 2008
Nel 2002, Clinton dichiarò che la guerra in Iraq avrebbe avuto delle conseguenze negative. Nel 2005, parlando alla Conferenza delle Nazioni Unite sul Cambiamento Climatico a Montréal, Clinton ha criticato l'amministrazione Bush per il modo in cui ha gestito il controllo delle emissioni di gas nell'atmosfera. Nel 2004 gli fu dedicato il William J. Clinton Presidential Center and Park (Centro e parco presidenziale William J. Clinton) a Little Rock, Arkansas.
Nello stesso anno, ha pubblicato la sua autobiografia, intitolata My Life (pubblicata in Italia con lo stesso titolo). Nel 2007 ha pubblicato Giving: How Each of Us Can Change the World (inedito in Italia), che oltre ad avere ricevuto recensioni positive è diventato best seller del New York Times. Subito dopo lo tsunami nell'Oceano Indiano del 2004 il segretario generale dell'ONU Kofi Annan nominò Clinton per coordinare gli aiuti umanitari.

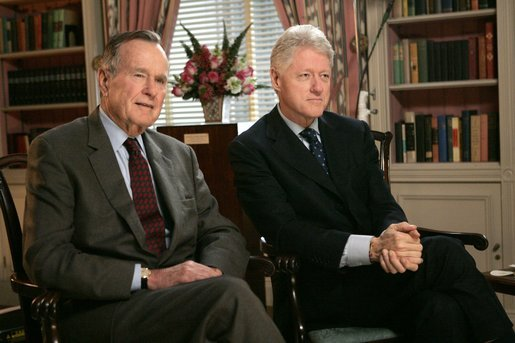
Clinton con l'ex presidente George H. W. Bush nel gennaio 2005

Insieme all'ex presidente George H. W. Bush stabilì il fondo Bush-Clinton per lo Tsunami, e dopo l'uragano Katrina entrambi stabilirono un fondo analogo nell'ottobre dello stesso anno. Come parte della campagna di aiuti per lo tsunami, i due presidenti apparvero in uno show subito prima del 39° Super Bowl, e si recarono nelle zone colpite. Sempre insieme al predecessore Bush, parlò al funerale di Boris El'cin nel 2007. Ha fondato la William J. Clinton Foundation, il cui obbiettivo è di occuparsi di problemi d'importanza globale.
Tra i programmi promossi dall'associazione i più importanti sono il Clinton Foundation HIV and AIDS Initiative (CHAI), promosso insieme al governo australiano, per combattere l'AIDS, e il Clinton Global Initiative (CGI) che si occupa di problemi più generali come la salute pubblica, la povertà e i conflitti etnici. Nel 2005 Clinton annunciato che la fondazione aveva raggiunto un accordo con i produttori per fermare la vendita di bevande zuccherate nelle scuole.
La fondazione ha ricevuto donazioni da molti governi in tutto il mondo, anche da paesi asiatici e del medio oriente.
Nel 2008 il direttore della fondazione Inder Singh ha annunciato di aver raggiunto un accordo per ridurre del 30% il costo degli antimalarici nei paesi in via di sviluppo. La fondazione si è anche schierata a favore della Proposition 87 della California sull'aumento dell'uso di fonti di energia rinnovabile, che però non fu approvata.

#### Elezioni presidenziali del 2008
Durante le primarie democratiche per le presidenziali del 2008, Clinton ha vigorosamente sostenuto la candidatura della moglie Hillary Clinton, aiutandola a raccogliere più di 10 milioni di dollari. Alcuni sostengono che da ex presidente fosse troppo coinvolto nella questione e soprattutto troppo negativo nei confronti dell'avversario alle primarie Barack Obama, allontanando così i suoi sostenitori. In seguito ha anche avuto delle discussioni con alcuni membri dello staff di Hillary, in particolare durante le primarie in Pennsylvania.
Molti pensano che a causa delle osservazioni di Bill i sostenitori di Hillary non avrebbero poi sostenuto Obama in una sua eventuale vittoria nelle primarie. Alcuni addirittura ritennero che in questo modo avrebbe provocato una spaccatura nel partito, danneggiando così la campagna presidenziale del vincitore. In realtà il 27 agosto 2008, Clinton sostenne entusiasticamente Obama alla Convention Democratica del 2008, affermando che con tutta la sua esperienza da presidente poteva assicurare che Obama era "pronto per guidare la nazione". Anche dopo la fine della corsa di Hillary, continuò a raccogliere fondi per aiutarla nell'estinguere i debiti contratti nella campagna.

#### Dopo il 2008

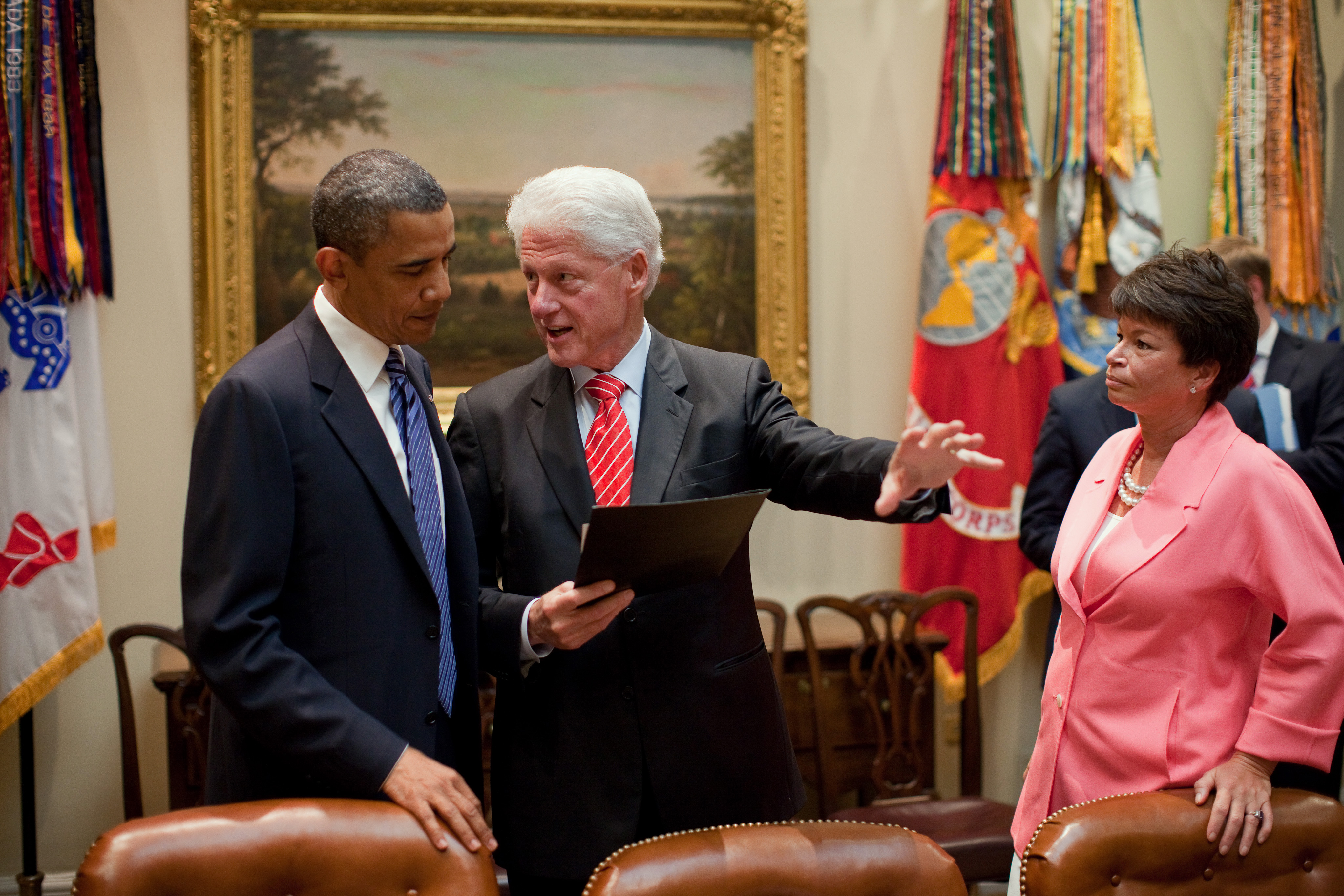
Clinton con il presidente Barack Obama e il consigliere anziano Valerie Jarrett nel luglio del 2010

Nel 2009, Clinton si recò in Corea del Nord dopo che le giornaliste Euna Lee e Laura Ling erano state arrestate e imprigionate con l'accusa di essere entrate illegalmente nel paese dalla Cina. Jimmy Carter aveva fatto una visita simile nel 1994. Clinton incontrò il leader nord-coreano Kim Jong-il, che concesse la grazia alle due.
Da quel momento in poi, Clinton è stato assegnato a molte altre missioni diplomatiche. Nel 2009 stato nominato Inviato Speciale delle Nazioni Unite per Haiti. Dopo il terremoto di Haiti del 2010, Obama ha annunciato che Clinton e il suo successore George W. Bush avrebbero coordinato la raccolta fondi per Haiti. Clinton continua tuttora a visitare periodicamente Haiti per essere testimone della costruzione di nuovi villaggi e continuare la raccolta fondi.
Nel 2010 Clinton ha annunciato il sostegno all'inaugurazione della NTR, la prima fondazione ambientalista irlandese. Nel luglio 2012, Clinton ha parlato alla presentazione della Re|Source Conference, una collaborazione tra l'Università di Oxford, la Stordalen Foundation e la Fondazione Rothschild. Alla Convention Democratica del 2012 il suo discorso, che conteneva la nomination di Barack Obama, fu largamente apprezzato.

#### Elezioni presidenziali del 2016

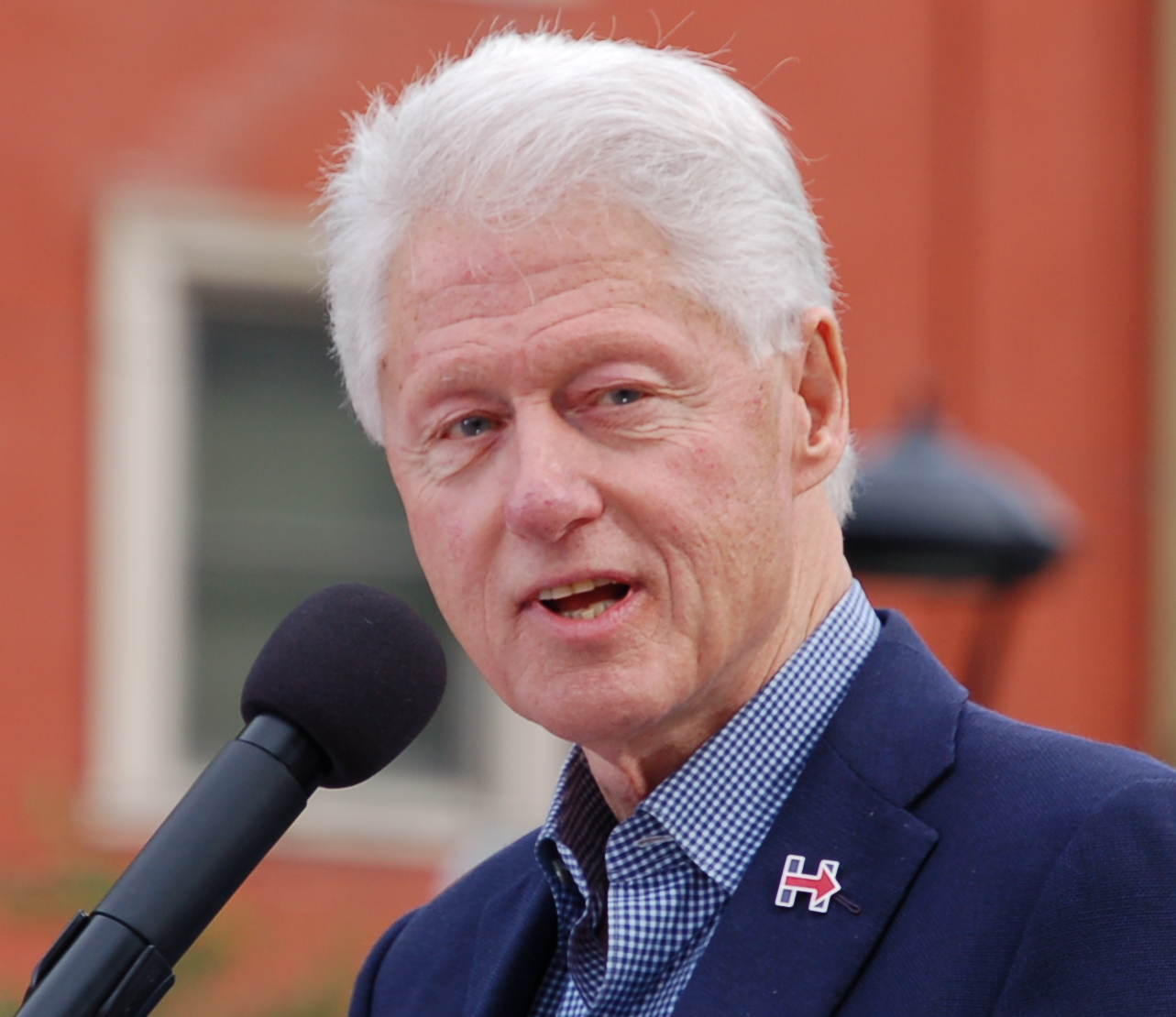
Clinton ad una manifestazione elettorale per la moglie che correva per diventare presidente degli Stati Uniti durante le elezioni presidenziali del 2016

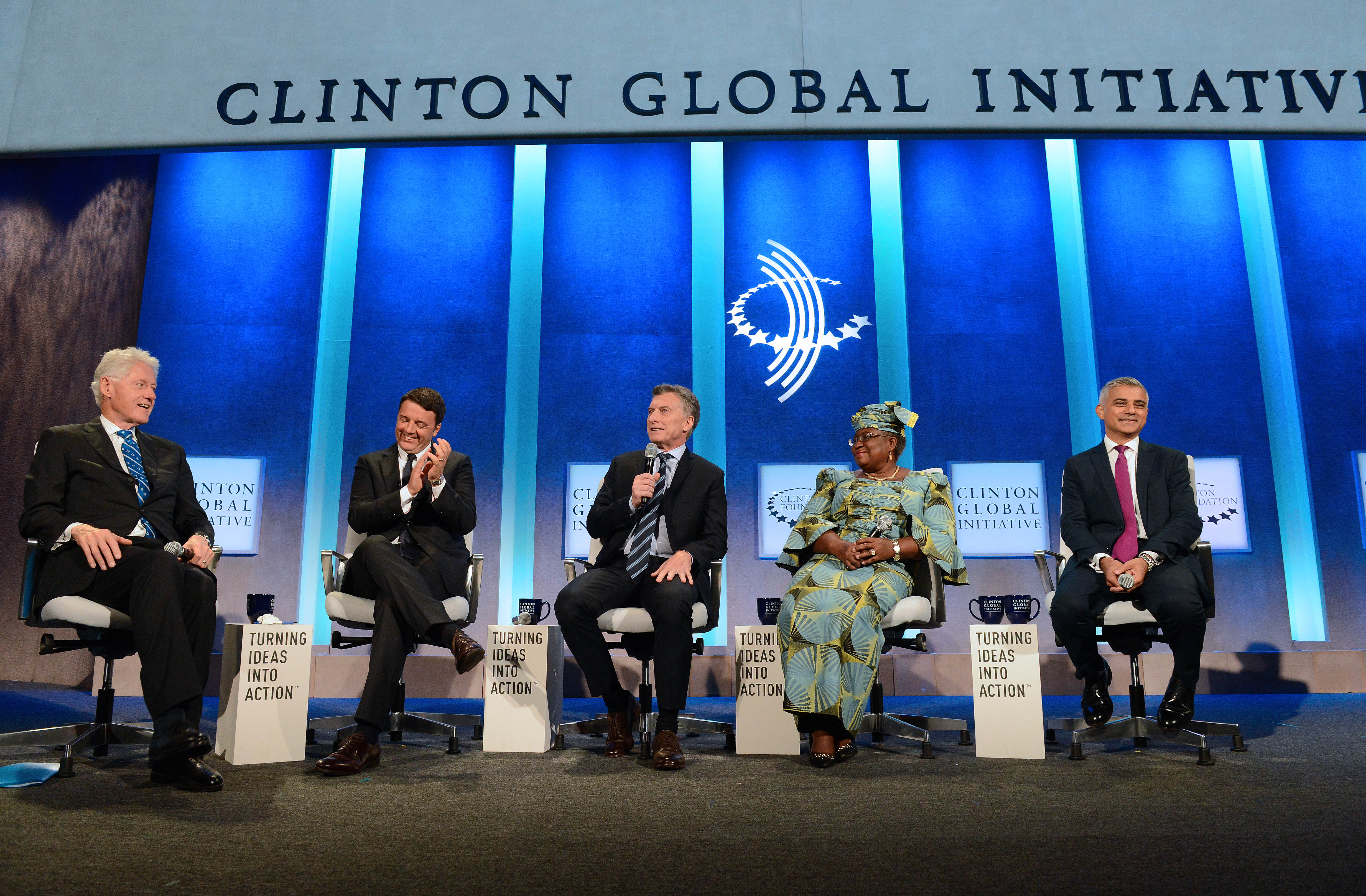
Bill Clinton, l'ex premier Matteo Renzi, l'ex presidente argentino Mauricio Macri e il sindaco di Londra Sadiq Khan durante una discussione della fondazione Clinton Global Initiative, 19 settembre 2016

Durante le Elezioni presidenziali negli Stati Uniti d'America del 2016, Clinton ha nuovamente incoraggiato gli elettori a sostenere Hillary Clinton, inclusa una campagna elettorale a Wilmington, Carolina del Nord. In una serie di tweet, l'allora presidente eletto Donald Trump ha criticato la sua capacità di far uscire le persone per votare.

#### Dopo le elezioni presidenziali
Il 7 settembre 2017, Clinton ha collaborato con gli ex presidenti Jimmy Carter, George H. W. Bush, George W. Bush e Barack Obama per lavorare con One America Appeal per aiutare le vittime dell'uragano Harvey e dell'uragano Irma nelle comunità della costa del Golfo e del Texas.

#### Problemi di salute
Nel settembre 2004, Clinton fu sottoposto ad un quadruplo intervento di bypass. Nel marzo del 2005 fu operato per un parziale collasso polmonare. L'11 febbraio 2010 fu portato d'urgenza al Columbia Presbyterian Hospital di New York dopo aver lamentato dolori al petto, e gli furono implementati due stent coronarici. Dopo questa esperienza, Clinton è diventato vegano, su raccomandazione dei medici Dean Ornish, Caldwell Esselstyn e T. Colin Campbell

## Opinione pubblica

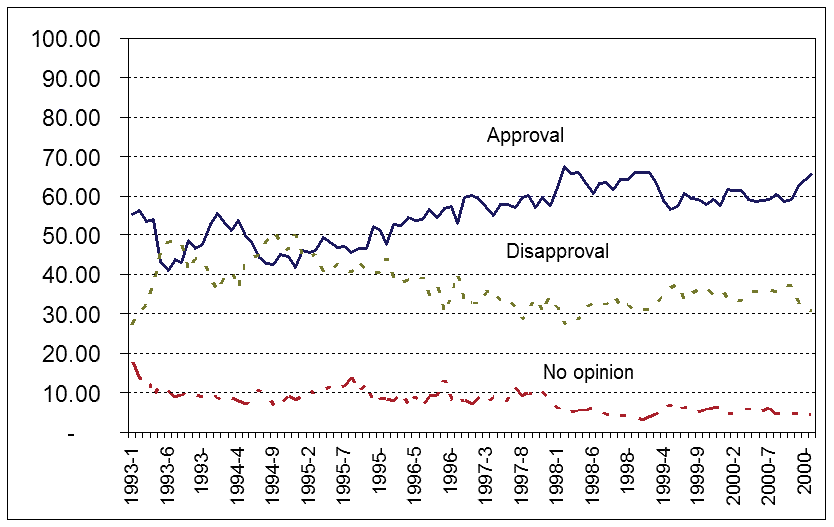
Indice di gradimento nel corso della presidenza

L'indice di gradimento di Clinton nel suo primo mandato è fluttuato tra il 40 e il 50%, mentre nel suo secondo è oscillato tra il 55% e il 70%. Ha raggiunto il massimo dei consensi subito dopo l'impeachment del 1998-1999. Alla fine del suo mandato aveva un indice di gradimento del 68%, pari a quelli di Ronald Reagan e Franklin Delano Roosevelt. Clinton e i due appena citati sono stati i presidenti uscenti con il più alto indice di gradimento della storia contemporanea.
Mentre era in procinto di lasciare l'incarico, un sondaggio congiunto di CNN, USA TODAY e Gallup ha rivelato che il 45% degli americani lo avrebbe tenuto per un altro mandato. E mentre il 55% riteneva che "potesse ancora dare importanti contributi" e che quindi "dovesse rimanere attivo nella vita pubblica", il 68% affermò che l'avrebbe ricordato per i suoi scandali privati, e alla domanda: "Pensi che in generale Bill Clinton sia onesto e degno di fiducia?" rispose di no. Il 47% degli intervistati si identificarono come suoi sostenitori. La stessa percentuale affermò che l'avrebbe ricordato come un presidente "eccezionale" o comunque "sopra la media", mentre il 22% lo classificò come "scadente" o "sotto la media".
Nel febbraio del 2007 la Gallup Organization ha pubblicato un sondaggio il cui scopo era di stabilire quali fossero i più grandi presidenti della storia degli Stati Uniti. Clinton ottenne il quarto posto, con il 13% dei voti. Nel 2006 il Quinnipiac University Polling Institute effettuò un sondaggio chiedendo quali fossero stati i migliori presidenti dopo la Seconda Guerra Mondiale, e Clinton si è classificato secondo dopo Ronald Reagan. Tuttavia, nello stesso sondaggio, Clinton fu posizionato terzo come peggior presidente dopo Richard Nixon e George W. Bush. Nel maggio 2006, un sondaggio della CNN mostrò che Clinton sorpassava il suo successore Bush in tutte le sei aree tematiche proposte.
La ABC News ha influenzato l'opinione pubblica riguardo Clinton, affermando, ad esempio: "Non puoi fidarti di lui, ha una debole forza morale - e ha fatto un maledetto ottimo lavoro." Dopo aver lasciato l'incarico, il consenso del 66% di Clinton secondo i sondaggi di Gallup è stato il più alto di ogni presidente dopo la Seconda Guerra Mondiale, tre punti sopra Ronald Reagan e John F. Kennedy. Nel marzo del 2010, in un sondaggio congiunto condotto dalla Newsmax e da Zogby, in cui si chiedeva quale presidente del passato saprebbe meglio affrontare gli attuali problemi della nazione, Clinton ottenne il 41% dei voti, George W. Bush il 15%, George H. W. Bush il 7% e Jimmy Carter il 5%.

## Immagine pubblica
Clinton è stato il primo presidente a essere nato dopo la seconda guerra mondiale. Secondo Martin Walker e Bob Woodward i fattori più importanti del suo successo vanno ricercati nell'uso innovativo di un dialogo basato su battute mordaci, sul suo carisma personale, e su una campagna orientata sulla percezione del pubblico. Quando Clinton suonava il sassofono nel noto talk-show The Arsenio Hall Show, alcuni conservatori lo definirono "il presidente dell'MTV." Gli avversari gli si rivolgevano a volte con il soprannome "Slick Willie" (l'astuto Willie), usato per la prima volta quando era governatore e durato per tutto il periodo della sua presidenza. Alto 1,88 metri, Clinton è il quarto presidente più alto della storia, in parità con altri cinque. Per le sue maniere popolaresche  venne soprannominato "Bubba", soprattutto nel sud USA. Dal 2000, viene spesso chiamato "The Big Dog" (il grande cane).

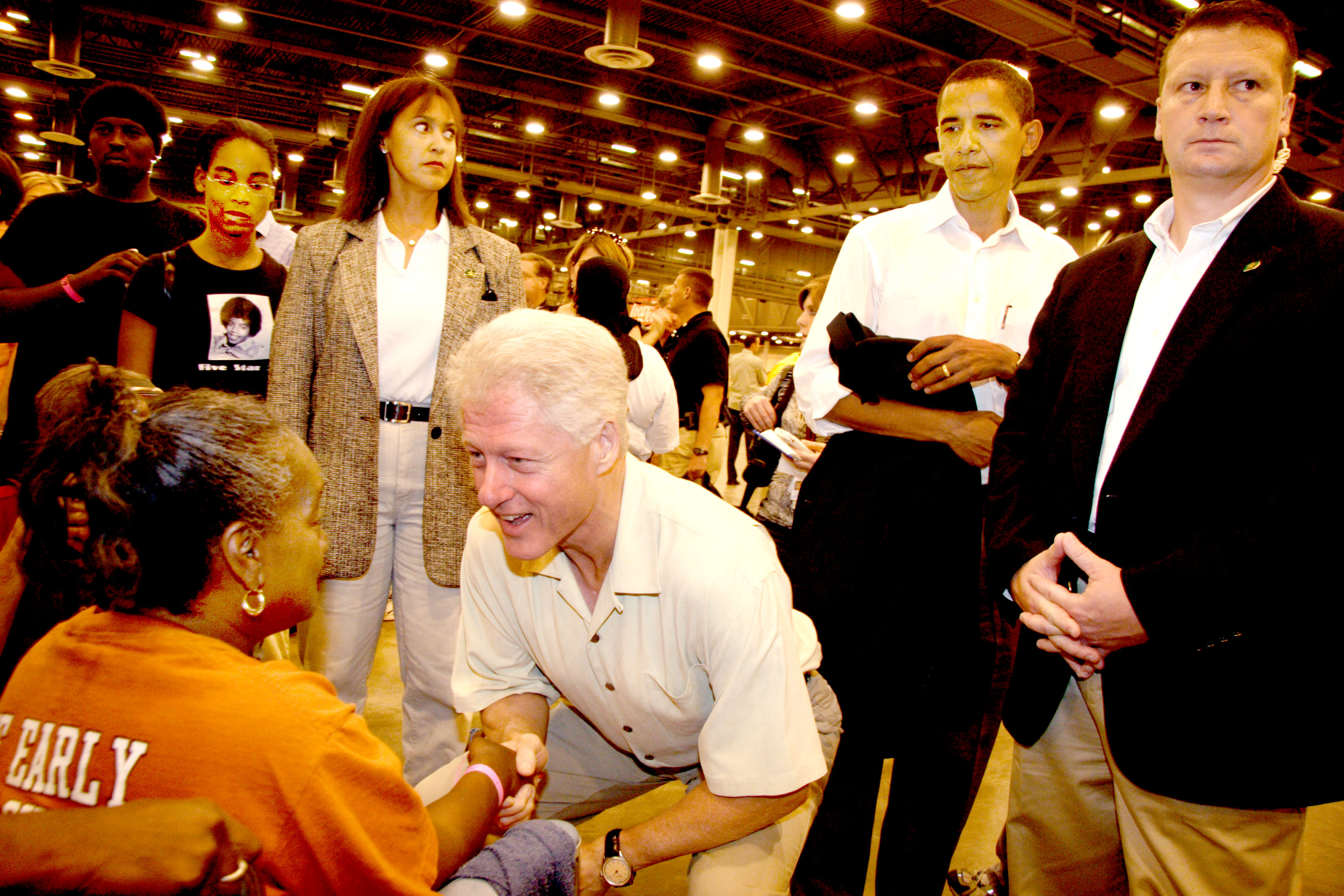
Clinton saluta un evacuato a causa dell'uragano Katrina sulla sedia a rotelle, presso il Reliant Centre allo Houston Astrodome il 5 settembre 2005. Dietro di lui il senatore e futuro presidente Barack Obama.

Ottenne un grande sostegno dalla comunità afroamericana e fece delle relazioni sociali tra etnie diverse uno dei punti fondamentali della sua presidenza. Nel 1998, il premio Nobel per la letteratura Toni Morrison definì Clinton "il primo presidente nero", dicendo: "Clinton mostra quasi tutti i tratti tipici dei neri: famiglia con un solo genitore, nato povero, della classe lavoratrice, suonatore di sassofono, amante del cibo spazzatura e di McDonald's". Notando che la vita sessuale di Clinton era stata esaminata più dei risultati della sua carriera politica, Morrison paragonò questo fatto agli stereotipi e al doppio statuto che i neri devono di solito sopportare.

### Accuse di infedeltà coniugale
Clinton è stato accusato di aver avuto molte relazioni extraconiugali, sebbene abbia ammesso soltanto quelle con Monica Lewinsky e Gennifer Flowers. Nel 1994, Paula Jones lo citò in giudizio per molestie sessuali, sostenendo di aver ricevuto delle avances nel 1991, cosa che Clinton negò. Il caso fu inizialmente messo da parte, ma la Jones fece ricorso.
Durante la deposizione per il processo, tenuta presso la Casa Bianca, Clinton negò anche di aver avuto rapporti sessuali con Monica Lewinsky, deposizione per cui venne poi sottoposto ad impeachment.
In seguito, le parti trovarono un accordo, e Clinton versò alla Jones 850.000 $. Bob Bennet, il suo avvocato, affermò che l'unico motivo per cui strinse l'accordo fu quello di porre fine al processo in modo da poter andare avanti con la sua vita. Nel 1992 la modella di nudo e attrice Gennifer Flowers affermò di avere una relazione con Clinton sin dal 1980. Interrogata sulla questione, all'inizio negò, ma poi cambiò la sua versione. Lo stesso Clinton ammise di aver avuto un incontro sessuale con la Flowers.
Nel 1998 Kathleen Willey accusò Clinton di averla molestata in un corridoio nel 1993. Un comitato indipendente determinò che la Willey aveva fornito all'FBI informazioni false, nonché incoerenti con la testimonianza giurata nel caso Jones. Ancora, nel 1998, Juanita Broaddrick accusò Clinton di averla stuprata circa nel 1978, sebbene non ricordasse la data esatta. Le affermazioni della Broaddrick furono provate contraddittorie e inattendibili, e non si arrivò mai al processo. Sempre nel 1998, Elizabeth Gracen ritrattò una sua testimonianza di sei anni prima, sostenendo di aver passato una notte con Clinton nel 1982, e in seguito si scusò con Hillary. Nel corso dell'anno, tuttavia, la Gracen si rifiutò di comparire in tribunale nonostante fosse stata citata come testimone da Kenneth Starr.

## Riconoscimenti

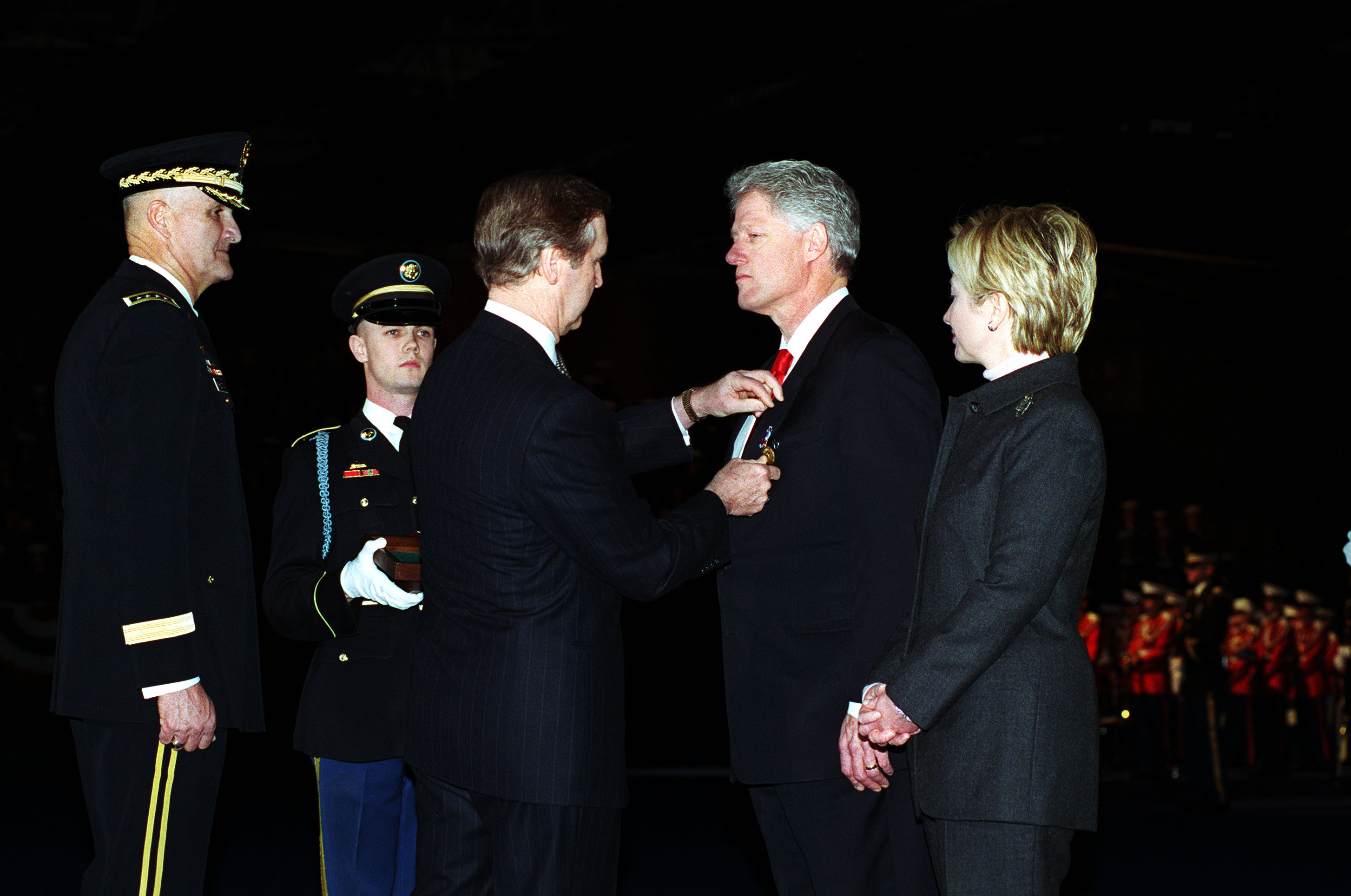
L'allora segretario della difesa William Cohen premia il presidente Clinton con la medaglia del Dipartimento della difesa per essersi distinto nel servizio alla nazione.

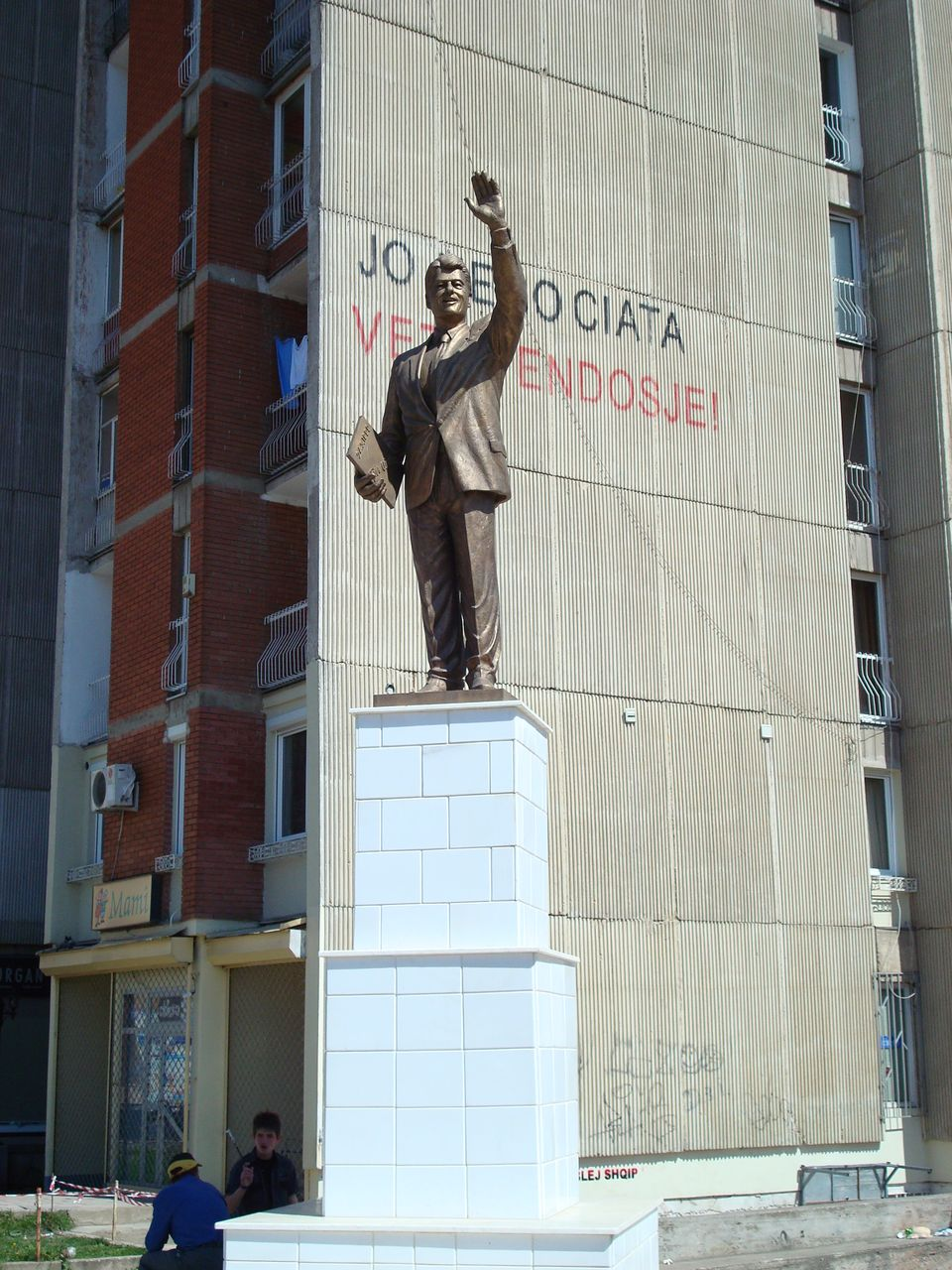
Statua di Clinton nella capitale della Repubblica del Kosovo.

Diverse università hanno conferito a Clinton delle lauree honoris causa, tra cui un dottorato in legge dall'Università del Nord Carolina e un Dottorato in scienze umanistiche dal Rochester Institute of Technology. Sono state nominate in suo onore molte scuole, e sono state costruite diverse sue statue in tutto il mondo.
Oltre a Stati americani come il Missouri, l'Arkansas, il Kentucky, e New York, è stato premiato in molte altre nazioni, come la Repubblica Ceca, la Papua Nuova Guinea, la Germania, e il Kosovo. Quest'ultima nazione in particolare, in ringraziamento per l'aiuto ricevuto durante la guerra del Kosovo, ha cambiato il nome di una delle strade principali della capitale Pristina in Bill Clinton Boulevard e nella stessa via ha inaugurato una statua del presidente.
Nel 2001 è stato anche premiato con la Medal for Distinguished Public Service (Medaglia per essersi distinto nel servizio alla nazione) del Dipartimento della Difesa dal Segretario della Difesa William S. Cohen. Il 5 dicembre 2001 è stato aperto il Clinton Presidential Center a Little Rock, Arkansas. Nel 1993 da solo e di nuovo nel 1998 insieme a Kenneth Starr, Clinton fu selezionato come Persona dell'anno dal magazine TIME.
I sondaggi condotti dalla Gallup Organization mostrano come dal 1993 al 2000 sia sempre stato l'uomo più ammirato al mondo, mentre Hillary è stata la donna più ammirata al mondo dal 1993 al 2012 con le sole eccezioni del 1995, del 1996 e del 2001.

 Nel 1999 è stato tra i diciotto selezionati dalla stessa organizzazione come i più ammirati del ventesimo secolo. Ha ricevuto un Grammy Award per la Migliore Registrazione per Bambini, il Premio J. William Fulbright per la comprensione della situazione internazionale, un premio TED per la confluenza di tecnologia e intrattenimento, e molti altri premi e riconoscimenti.

## Opere
- (EN) Bill Clinton, Between Hope and History, New York, Times Books, 1996, ISBN 978-0-8129-2913-3.
- Bill Clinton, My Life, New York, Vintage Books, 2004, ISBN 978-1-4000-3003-3.
- (EN) Bill Clinton, Giving: How Each of Us Can Change the World, New York, Knopf, 2007, ISBN 0-307-26674-5.
- (EN) Back to Work: Why We Need Smart Government for a Strong Economy, Knopf, 2011, ISBN 978-0-307-95975-1.
- (EN) Bill Clinton, Il presidente è scomparso, Longanesi, 2018, ISBN 978-88-304-5052-3.
- (IT) Bill Clinton e James Patterson, La figlia del presidente, collana I maestri dell'avventura, traduzione di Annamaria Biavasco, Valentina Guani, Longanesi, 2021, ISBN 9788830457195.

## Onorificenze

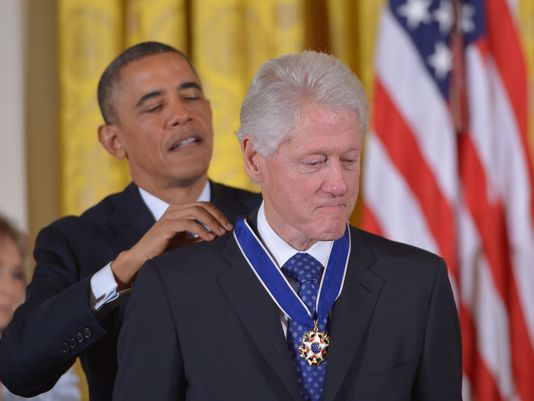
Bill Clinton riceve la medaglia presidenziale della libertà (Casa Bianca, 20 novembre 2013).

### Onorificenze statunitensi

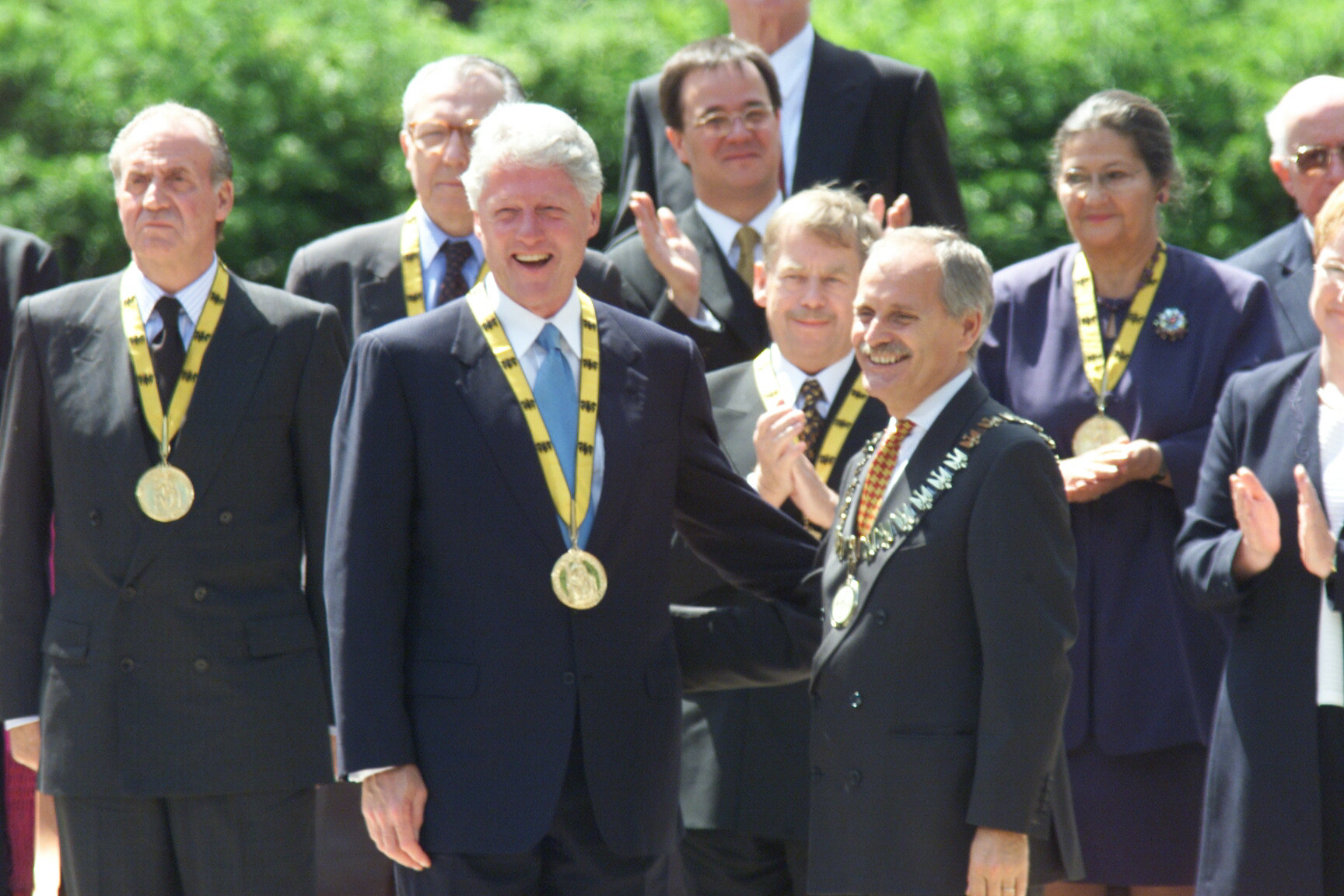
Bill Clinton dopo aver ricevuto il Premio Carlo Magno il 2 giugno 2000 ad Aquisgrana

## Galleria d'immagini

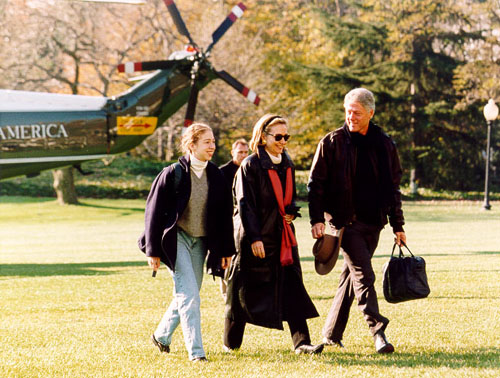
La famiglia Clinton arriva alla Casa Bianca nel 1993
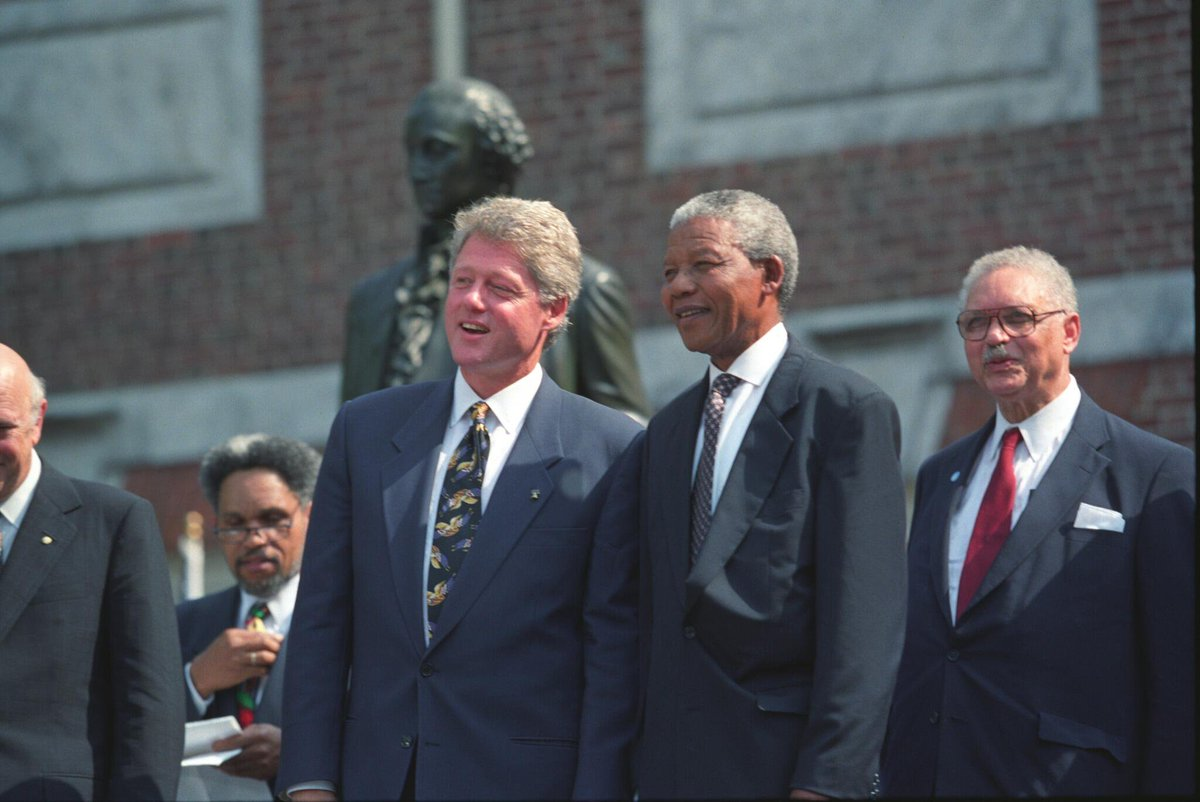
Bill Clinton e Nelson Mandela il 4 luglio 1993
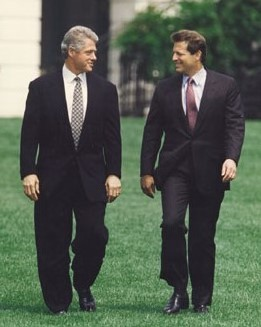
Il presidente Clinton con il suo vice Al Gore nel 1993
Pelé mentre palleggia con Bill Clinton a Rio de Janeiro nel 1997
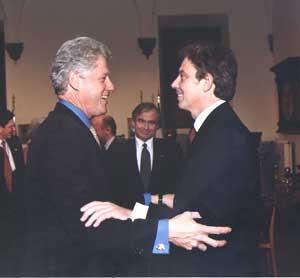
Bill Clinton incontra Tony Blair a Firenze (Italia) il 20 novembre 1999
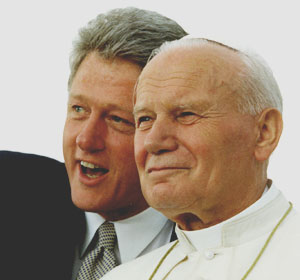
Bill Clinton e papa Giovanni Paolo II
Bill Clinton e Jacques Chirac, 17 giugno 1999
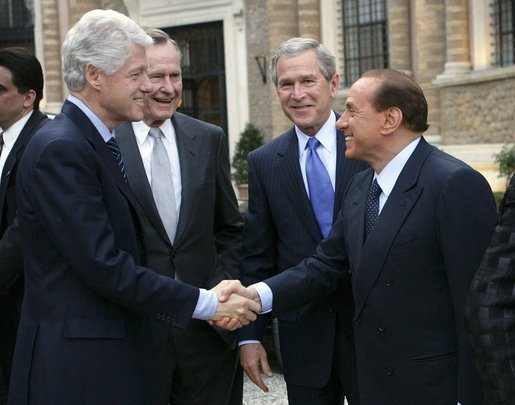
Bill Clinton incontra Silvio Berlusconi (alle spalle: George H. W. Bush e George Bush)

### Fonti primarie
- (EN)  Clinton, Bill. (con Al Gore). Science in the National Interest. Washington, D.C.: The White House, August 1994.
- (EN)  Clinton, Bill. (con Al Gore). The Climate Change Action Plan. Washington, D.C.: The White House, ottobre 1993.
- (EN)  Taylor Branch The Clinton Tapes: Wrestling History with the President. (2009) Simon and Schuster. ISBN 978-1-4165-4333-6
- (EN)  Official Congressional Record Impeachment Set: ... Containing the Procedures for Implementing the Articles of Impeachment and the Proceedings of the Impeachment Trial of President William Jefferson Clinton. Washington, D.C.: U.S. G.P.O., 1999.
- (EN)  Public Papers of the Presidents of the United States, William J. Clinton. Washington, D.C.: Office of the Federal Register, National Archives and Records Administration: For sale by the Supt. of Docs., U.S. G.P.O., 1994–2002.
- (EN)  S. Daniel Abraham Peace is Possible, prefazione di Bill Clinton.

### Libri popolari
- Peter Baker The Breach: Inside the Impeachment and Trial of William Jefferson Clinton (2000) ISBN 0-684-86813-X
- James Bovard Feeling Your Pain: The Explosion and Abuse of Government Power in the Clinton-Gore Years (2000) ISBN 0-312-23082-6
- Joe Conason e Gene Lyons The Hunting of the President: The Ten-Year Campaign to Destroy Bill and Hillary Clinton (2003) ISBN 0-312-27319-3
- Elizabeth Drew On the Edge: The Clinton Presidency (1994) ISBN 0-671-87147-1
- David Gergen Eyewitness to Power: The Essence of Leadership. (2000) ISBN 0-684-82663-1
- Nigel Hamilton Bill Clinton: An American Journey (2003) ISBN 0-375-50610-1
- Christopher Hitchens No One Left to Lie to: The Triangulations of William Jefferson Clinton (1999) ISBN 1-85984-736-6
- Michael Isikoff Uncovering Clinton: A Reporter's Story (1999) ISBN 0-609-60393-0
- Mark Katz Clinton and Me: A Real-Life Political Comedy (2004) ISBN 978-0-7868-6949-7
- David Maraniss The Clinton Enigma: A Four and a Half Minute Speech Reveals This President's Entire Life (1998) ISBN 0-684-86296-4
- Dick Morris con Eileen McGann Because He Could (2004) ISBN 0-06-078415-6
- Richard A. Posner An Affair of State: The Investigation, Impeachment, and Trial of President Clinton (1999) ISBN 0-674-00080-3
- Mark J. Rozell The Clinton Scandal and the Future of American Government (2000) ISBN 0-87840-777-4
- Michael Waldman POTUS Speaks: Finding the Words That Defined the Clinton Presidency (2000) ISBN 0-7432-0020-9
- Ivory Tower Publishing Company. Achievements of the Clinton Administration: the Complete Legislative and Executive. (1995) ISBN 0-88032-748-0
- Teddy Reed, John Cummings Compromised: Clinton, Bush, And The CIA (1994) ISBN 1-883955-02-5

### Studi accademici
- Cohen; Jeffrey E. "The Polls: Change and Stability in Public Assessments of Personal Traits, Bill Clinton, 1993–99" Presidential Studies Quarterly, Vol. 31, 2001
- Cronin, Thomas E. and Michael A. Genovese; "President Clinton and Character Questions" Presidential Studies Quarterly Vol. 28, 1998
- Davis; John. "The Evolution of American Grand Strategy and the War on Terrorism: Clinton and Bush Perspectives" White House Studies, Vol. 3, 2003
- Edwards; George C. "Bill Clinton and His Crisis of Governance" Presidential Studies Quarterly, Vol. 28, 1998
- Fisher; Patrick. "Clinton's Greatest Legislative Achievement? the Success of the 1993 Budget Reconciliation Bill" White House Studies, Vol. 1, 2001
- Glad; Betty. "Evaluating Presidential Character" Presidential Studies Quarterly, Vol. 28, 1998
- William G. Hyland. Clinton's World: Remaking American Foreign Policy (1999) ISBN 0-275-96396-9
- Jewett, Aubrey W. and Marc D. Turetzky; "Stability and Change in President Clinton's Foreign Policy Beliefs, 1993–96" Presidential Studies Quarterly, Vol. 28, 1998
- Johnson, Fard. "Politics, Propaganda and Public Opinion: The Influence of Race and Class on the 1993–1994 Health Care Reform Debate", 2004. ISBN 1-4116-6345-4
- Laham, Nicholas, A Lost Cause: Bill Clinton's Campaign for National Health Insurance (1996)
- Lanoue, David J. and Craig F. Emmert; "Voting in the Glare of the Spotlight: Representatives' Votes on the Impeachment of President Clinton" Polity, Vol. 32, 1999
- Maurer; Paul J. "Media Feeding Frenzies: Press Behavior during Two Clinton Scandals" Presidential Studies Quarterly, Vol. 29, 1999
- Nie; Martin A. "'It's the Environment, Stupid!': Clinton and the Environment" Presidential Studies Quarterly, Vol. 27, 1997
- O'Connor; Brendon. "Policies, Principles, and Polls: Bill Clinton's Third Way Welfare Politics 1992–1996" The Australian Journal of Politics and History, Vol. 48, 2002
- Poveda; Tony G. "Clinton, Crime, and the Justice Department" Social Justice, Vol. 21, 1994
- Renshon; Stanley A. The Clinton Presidency: Campaigning, Governing, and the Psychology of Leadership Westview Press, 1995
- Renshon; Stanley A. "The Polls: The Public's Response to the Clinton Scandals, Part 1: Inconsistent Theories, Contradictory Evidence" Presidential Studies Quarterly, Vol. 32, 2002
- Rushefsky, Mark E. and Kant Patel. Politics, Power & Policy Making: The Case of Health Care Reform in the 1990s (1998) ISBN 1-56324-956-1
- Schantz, Harvey L. Politics in an Era of Divided Government: Elections and Governance in the Second Clinton Administration (2001) ISBN 0-8153-3583-0
- Wattenberg; Martin P. "The Democrats' Decline in the House during the Clinton Presidency: An Analysis of Partisan Swings" Presidential Studies Quarterly, Vol. 29, 1999
- Wattier; Mark J. "The Clinton Factor: The Effects of Clinton's Personal Image in 2000 Presidential Primaries and in the General Election" White House Studies, Vol. 4, 2004
- Smithers, Luken J. "The Miracle Whip"